# Capitoli di Futari Etchi

Copertina del sesto volume dell'edizione italiana, raffigurante Yura Onoda

Questa è la lista dei capitoli di Futari Etchi, manga scritto e illustrato da Katsu Aki. La serie viene serializzata dal gennaio 1997 sulla rivista bisettimanale Young Animal edita da Hakusensha. I capitoli vengono raccolti in volumi tankōbon a partire dal 29 agosto 1997; al 28 novembre 2024 i volumi totali ammontano a 92. La maggior parte dei capitoli sono a sé stanti, il che consente di leggerli in qualsiasi ordine si desideri. Pertanto, vengono spesso cambiati di ordine quando vengono raccolti nei volumi. Oltre ai capitoli principali, la serie presenta anche dei capitoli extra non numerati denominati "Speciali". Alcuni di questi capitoli extra sono stati serializzati su Young Animal, ma la maggior parte di essi sono stati serializzati sulla testata sorella Young Animal Arashi. Una storia secondaria intitolata Futari Ecchi for Ladies (ふたりエッチ for Ladies?) è stata serializzata dal dicembre 2002 all'ottobre 2004 sulla testata Silky per un totale di 12 capitoli. Quest'ultima si concentrava sui personaggi femminili della serie. I singoli capitoli sono stati raccolti in 2 volumi tankōbon editi sempre da Hakusensha. Un'altra storia secondaria dal titolo Futari Ecchi gaiden-sei no dendō-shi Akira (ふたりエッチ外伝性の伝道師アキラ?) è stata serializzata dal 23 giugno al 24 novembre 2017 su Young Animal. Questa storia commemora il 20º anniversario della serie ed è stata scritta da Monkey Chop e supervisionata dallo stesso Katsu. I capitoli sono stati raccolti in un singolo volume.
In Italia è stata pubblicata la serie principale da Dynit nella collana Princess dal 14 giugno 2006 al 18 marzo 2009, interrompendosi al volume 25.

## Futari Etchi

### Volumi 1-10
| 1  | 29 agosto 1997 | ISBN 4-592-13461-3 | 14 giugno 2006    |
| 1  | Capitoli (traduzioni letterali dei titoli) - 1. Omiai... e poi ♡ (お見合い...それから♡?, Omiai... sorekara) - 2. Riguardo la verginità perduta (ロストバージンについて?, Rosuto Bājin ni tsuite) - 3. E poi... la prima volta (そして...初体験?, Soshite... hatsu taiken) - 4. Inizia la lezione tra 2 persone ♡ (2人のレッスンスタート♡?, 2 hito no Ressun Sutāto) - 5. Skinship ♡ (スキンシップ♡?, Sukinshippu) - 6. La nostra luna di miele!? (ふたりのハネムーン!??, Futari no Hanemūn!?) - 7. Va bene al mattimo? (モーニングもOK??, Mōningu mo OK?) - 8. Osservazione di Rika ☆ (梨香の観察☆?, Rika no kansatsu) - 9. Quanto dura la sfida!? (チャレンジは何度まで!??, Charenji wa nando made) - 10. Il metodo di Rika per superare l'eiaculazione precoce (梨香の早漏克服法?, Rika no sōrō kokufuku hō) |                    |                   |
| 2  | 17 dicembre 1997 | ISBN 4-592-13462-1 | 12 luglio 2006    |
| 2  | Capitoli (traduzioni letterali dei titoli) - 11. Che tipo di uomo odi? (どーいう男がイヤですか??, Dōiu otoko ga iya desu ka?) - 12. Anche se hai il raffreddore... vuoi farlo!? (風邪だって...したくなる!??, Kaze datte... shitaku naru!?) - 13. Cavalcando... una cowgirl!? (騎乗位...って!??, Kijōi... tte!?) - 14. Mi emoziono con baci passionali ♡ (熱いキスで興奮するの♡?, Atsui Kisu de kōfun suru no) - 15. In un love hotel!? (ラブホテルで!??, Rabu Hoteru de!?) - 16. Sono iniziati i fuochi d'artificio estivi!? (夏の花火は開放的!??, Natsu no hanabi wa kaihō teki!?) - 17. Gli amanti di Rika-♡ (梨香の恋人たち-♡?, Rika no koibito tachi) - 18. La formazione della famiglia Onoda ☆ (小野田家勢揃い☆?, Onoda ie seizoroi) - 19. Tette varie (オッパイのいろいろ?, Oppai no iru iru) - 20. Come farlo durare più a lungo (長持ちさせる方法?, Nagamochi saseru hōhō) |                    |                   |
| 3  | 27 marzo 1998 | ISBN 4-592-13463-X | 13 settembre 2006 |
| 3  | Capitoli (traduzioni letterali dei titoli) - 21. Sei bravo oppure no a fare SESSO? (SEXうまい? 下手??, Sex umai? Heta?) - 22. Non fare marcia indietro, Makoto (バックはダメよ!真さん?, Bakku wa dame yo! Makoto san) - 23. Non ti tradirò ☆ (浮気はしないもん☆?, Uwaki wa shinai mon) - 24. La prima vigilia di Natale ♥ (はじめてのクリスマスイブ♥?, Hajimete no Kurisumasu Ebu) - 25. Le donne nude sono misteriose ♡ (女性の裸は神秘的♡?, Josei no hadaka wa shinbi teki) - 26. Gli uomini si mangiano anche in mutande!? (男は下着でもコーフンする!??, Otoko wa shitagi demo kōfun suru!?) - 27. Stai diventando una brava ragazza!? (つごーのいい女になってる!??, Tsugō no ii onna ni natteru!?) - 28. La tecnica delle dita di Hime Hajime (姫はじめでフィンガーテクニック?, Hime Hajime de Fingā Tekenikku) - 29. La notte da batticuore di Jun ☆ (淳ちゃんのドキドキナイト☆?, Jun-chan no doki doki naito) - 30. Servi anche le donne!? (女性もサービスしてる!??, Josei mo Sābisu shiteru!?) |                    |                   |
| 4  | 29 luglio 1998 | ISBN 4-592-13464-8 | 11 ottobre 2006   |
| 4  | Capitoli (traduzioni letterali dei titoli) - 31. Makoto!! È diventato impotente!? (真!!たたなくなっちゃった!??, Makoto!! Tatanaku nacchatta!?) - 32. COME FARE la fellatio ♡ (HOW TO おフェラ♡?, How to o feu) - 33. Posso farlo perché mi piaci ♡ (好きだからできちゃうの♡?, Suki dakara dekichau no) - 34. Due persone sole in vacanza ♡ (休日は2人きり♡?, Kyūjitsu wa 2 hitokiri) - 35. La prima esperienza di Jun-♡ (淳ちゃんの初体験-♡?, Jun chan no hatsu taiken) - 36. Tempismo sessuale (エッチのタイミング?, Ecchi no Taimingu) - 37. L'emozionante vita insieme ♡ (ドキドキ同居生活♡?, Doki doki dōkyo seikatsu) - 38. Gli uomini sono creature cattive☆ (男はHな生き物で☆?, Otoko wa H na namaki mono de) - 39. Per quanto tempo rimarrai senza sesso!? (いつまでセックスレス!??, Itsumade Sekkusuresu!?) - 40. Arriva la dottoressa Kyoko ♡ (女医杏子登場♡?, Joi Kyōko dōjō) |                    |                   |
| 5  | 29 ottobre 1998 | ISBN 4-592-13465-6 | 15 novembre 2006  |
| 5  | Capitoli (traduzioni letterali dei titoli) - 41. Cucina ♡ Che ne dici di giocare!? (キッチン♡プレイはどう!??, Kicchin burei wa dō!?) - 42. Raddoppia l'appuntamento, raddoppia l'amore (Wデートはラブラブ♡?, W jīdo wa Rabu Rabu) - 43. Un viaggio d'affari di 2 settimane ☆ (2週間の出張☆?, 2 shūkan no shuchō) - 44. La prima volta di Yura da sola ♡ (優良さんだってひとりエッチ♡?, Yūra-san datte hitori ecchi) - 45. Il feroce attacco di Sugiyama ☆ (杉山さんの猛アタック☆?, Sugiyama san no mō) - 46. Metà del mio cuore ♡ (心が半分♡?, Kokoro ga hanbun) - 47. Sono amanti da sempre ♡ (ふたりはずっと恋人どおし♡?, Futari wa zutto koibito dōshi) - 48. Il mio primo 69 ♡♡ (はじめての69♡♡?, Hajime de no '69') - 49. (Farò quello che voglio!もう勝手にするから!?, Mō katte ni suru kara!) - 50. Una canotta... ☆ (キャミソールって...☆?, Kyamisōru tte...) |                    |                   |
| 6  | 25 febbraio 1999 | ISBN 4-592-13466-4 | 6 dicembre 2006   |
| 6  | Capitoli (traduzioni letterali dei titoli) - 51. Il signor Yabuki della porta accanto ♡ (隣の矢吹さん♡?, Tonari no Yabuki-san) - 52. Rika te lo insegnerà!! (梨香ちゃん伝授する!!?, Rika-chan denju suru!!) - 53. Conosci le quarantotto mosse? (四十八手を知っていますか??, Shijuhatte o shitte imasu ka?) - 54. La sfida di Yura (優良さんのチャレンジ☆?, Yūra-san no Charenji) - 55. La curiosità di Jun ♡ (淳ちゃんの好奇心♡?, Jun-chan no kōkishin) - 56. Una "prima volta" una tantum ♡ (一度きりの「はじめて」♡?, Ichido kiri no (hajimete)) - 57. San Valentino ☆ Sei il migliore ♡ (バレンタイン☆君が一番♡?, Barentain kimi ga ichiban) - 58. Perché ti piaccio!? (なんで好きなんだろ!??, Nande suki nan daro!?) - 59. Il mio primo incontro☆ (はじめてのケンカ☆?, Hajimete no kenka) - 60. Fammi sentire con le parole ♡ (言葉で感じさせて♡?, Kotoba de kanji sasete) |                    |                   |
| 7  | 28 maggio 1999 | ISBN 4-592-13467-2 | 17 gennaio 2007   |
| 7  | Capitoli (traduzioni letterali dei titoli) - 61. Il compleanno di Makoto--☆ (真の誕生日--☆?, Makoto no tanjōbi) - 62. Cose che fanno tutte le coppie ♥ (夫婦それぞれ♥?, Fūfu sore zore) - 63. I tuoi seni si sentono così bene ♡ (君の胸はキモチいい♡?, Kimi no mune wa mochi ii) - 64. Stai diventando geloso? (やきもち妬いちゃう??, Yaki mochi yai chau?) - 65. Cos'è il vero amore? (ほんとの恋ってなあに??, Honto no koi tte nāni?) - 66. Mi sono ubriacato durante l'Hanami ♥ (花見で酔っぱらっちゃった♥?, Hanami de yopparatchatta ♥) - 67. Attivamente...!? (積極的に...!??, Sekkyokutekini...!?) - 68. Il nostro anniversario di matrimonio ☆ (ふたりの結婚記念日☆?, Futari no kekkon kinenbi ☆) - 69. Il cosplay è il desiderio di un uomo!? (コスプレは男の願望!??, Kosupure wa otoko no ganbō!?) - 70. Orgasmo!? (オーガズムって!??, Ōgazumu tte!?) |                    |                   |
| 8  | 27 agosto 1999 | ISBN 4-592-13468-0 | 14 febbraio 2007  |
| 8  | Capitoli (traduzioni letterali dei titoli) - 71. Non voglio andare a casa ♡ (帰りたくないの♡?, Kaeritakunai no ♡) - 72. Non innamorarti ♡ (いい恋しなよ♡?, Ī koishi teru yo ♡) - 73. Yura sparisce!! (いなくなった優良さん!!?, Inaku natta Yūra-san!!) - 74. La brava madre di Yura ☆ (優良さんのお母さん☆?, Yūra-san no okāsan ☆) - 75. I pervertiti sono pericolosi!! (痴漢はキケン!!?, Chikan wa kiken!!) - 76. Belle proporzioni (ビューティフル プロポーション?, Byūtifuru Puropōshon) - 77. Torniamo alla natura ♡ (大自然にかえってみよう♡?, Dai shizen ni kaette miyō ♡) - 78. Dove si trova l'amore di Jun ♡ (淳ちゃんの恋の行方♡?, Jun-chan no koi no yukue ♡) - 79. Yura!! È rimasta incinta!? (優良さん!!妊娠しちゃった!??, Yūra-san!! Ninshin shi chatta!?) - 80. Che ne dici di un gioco di lozione!? (ローションプレイはいかが!??, Rōtēshon Purei wa iyadesu!?) |                    |                   |
| 9  | 29 novembre 1999 | ISBN 4-592-13469-9 | 14 marzo 2007     |
| 9  | Capitoli (traduzioni letterali dei titoli) - 81. La vita ospedaliera di Makoto ☆ (真の入院生活☆?, Makoto no nyūin seikatsu ☆) - 82. Se fosse così per sempre... (いつもなら...?, Itsumonara...) - 83. Sono... attraente? (あたし...魅力ないですか??, Atashi... Miryoku naidesu ka?) - 84. Le nostre notti tropicali ♡ (ふたりの熱帯夜♡?, Futari no nettaiya ♡) - 85. Strawberry ★ Happening (ストロベリー★ハプニング?, Sutoroberī ★ Hapuningu) - 86. Vi siete lasciati!? Yamada e Rika (別れちゃったの!?山田&梨香?, Wakare chatta!? Yamada & Rika) - 87. Il luogo dove è nata Yura-san ♡ (優良さんの生まれ故郷♡?, Yūra-san no umarekokyō ♡) - 88. Farlo in macchina ♫ (車の中は開放的♫?, Kuruma no naka wa kaihō-teki ♫) - 89. La leggenda del filo rosso (赤い糸の伝説?, Akai ito no densetsu) - 90. Makoto!! Nessun calamaro!? (真!!イカない!??, Makoto!! Ika i!?) |                    |                   |
| 10 | 29 febbraio 2000 | ISBN 4-592-13470-2 | 6 giugno 2007     |
| 10 | Capitoli (traduzioni letterali dei titoli) - 91. Non farlo da solo ♥ (ひとりでしちゃダメ♥?, Hitori de shicha dame ♥) - 92. L'esercizio tecnico di rafforzamento (segreto) di Rika (梨香の(秘)締めテク体操?, Rika no (hi) shime teku taisō) - 93. Dieta con H!? (Hでダイエット!??, H de Daietto!?) - 94. Voglio essere l'"energia" di Makoto ☆ (真さんの「元気」になりたいな☆?, Makoto-san no `genki' ni naritai na ☆) - 95. Cosa fai? Regalo ☆ (どうする? プレゼント☆?, Dō suru? Purezento ☆) - 96. Baciami per Natale ♡♡ (クリスマスにキッス♡♡?, Kurisumasu ni Kisu ♡♡) - 97. Voglio parlare!!! (声を出したい!!!?, Koe o dashita!!!) - 98. Ciò che interessa alle donne...♡ (女性の気になるところ...♡?, Josei no ki ni naru tokoro...♡) - 99. Il senpai pervertito ☆ (エッチの先輩☆?, Ecchi no senpai ☆) - 100. Matrimonio...!? (結婚って...!??, Kekkon tte...!?) |                    |                   |

### Volumi 11-20
| 11 | 29 giugno 2000 | ISBN 4-592-13471-0 | 4 luglio 2007     |
| 11 | Capitoli (traduzioni letterali dei titoli) - 101. Non toglierti la sailor fuku ☆ (セーラー服を脱がさないで☆?, Serā-fuku o nugasanaide ☆) - 102. Perché non ti alleni...? (鍛えてみたら...??, Kitaete mitara...?) - 103. Come togliere la biancheria intima che rende felice un uomo!? (?, 男が喜ぶ下着の脱ぎ方!?, Otoko ga yorokobu shitagi no nugi-kata!?) - 104. Usa un preservativo! Yamada!! (コンドームをつけてよ!山田!!?, Kondōmu o tsukete yo! Yamada!!) - 105. Non riesco a vedere niente ♡ (なんにも見えない♡?, Nan'nimo mienai ♡) - 106. Il signor Matsuzaki ha molta esperienza (経験豊富な松崎くん?, Keiken hōfuna Matsuzaki-kun) - 107. Voglio essere una brava moglie ♡♡ (いい奥さんになりたいの♡♡?, Ī okusan ni naritai no ♡♡) - 108. Mi chiedo se non ci sia occhio... per guardare un uomo (男を見る目...ないのかなぁ?, Otoko o miru me... Nai no ka nā) - 109. La fede nuziale è andata perduta!? (失くした結婚指輪!??, Shitsu kushita kekkon yubiwa!?) - 110. Anche gli amici intimi hanno i preliminari!! (親しき仲にも前戯あり!!?, Shitashiki naka ni mo zengi ari!!) |                    |                   |
| 12 | 29 settembre 2000 | ISBN 4-592-13472-9 | 8 agosto 2007     |
| 12 | Capitoli (traduzioni letterali dei titoli) - 111. Hai studiato ♡♡ (お勉強したんですね♡♡?, O benkyō shitadesu ne ♡♡) - 112. Voglio lavorare (あたし働こうと思うの?, Atashi hatarakō to omō no) - 113. L'aspetto della cameriera è intrigante!? (ウエイトレス姿はそそっちゃう!??, Ueitoresu sugata wa sosotchau!?) - 114. Il desiderio di una madre single ♡ (シングルマザーに憧れて♡?, Shinguru mazā ni akogarete ♡) - 115. Un po' più sexy!? (少しは色っぽくなりました!??, Sukoshi wa iroppoku narimashita!?) - 116. Fradicio e riparato dalla pioggia ♡ (ビショ濡れで雨やどり♡?, Bisho nure de amayadori ♡) - 117. Orgoglio sessuale di mezza estate ☆ (真夏のH自慢☆?, Manatsu no H jiman ☆) - 118. È un po' come educare i bambini (ちょっぴり子育て気分?, Choppiri kosodate kibun) - 119. Non svegliarmi... dai ♡ (起こさないように...ネ♡?, Okosonai yō ni... Ne ♡) - 120. Volevo un bambino!? (赤ちゃん欲しくなっちゃった!??, Akachan hoshiku natchatta!?) |                    |                   |
| 13 | 18 dicembre 2000 | ISBN 4-592-13473-7 | 12 settembre 2007 |
| 13 | Capitoli (traduzioni letterali dei titoli) - 121. Quando sono stanco dell'estate ☆ (夏バテのときは☆?, Natsubate no toki wa ☆) - 122. Spogliati... ♡♡ (裸になって...♡♡?, Hadaka ni natte...♡♡) - 123. La riunione di famiglia di Jun!! (淳ちゃんの家族会議!!?, Jun-chan no kazoku kaigi!!) - 124. Non ti tradirò... assolutamente...☆ (絶対...浮気はしないからね...☆?, Zettai... Uwaki wa shinaikara ne...☆) - 125. Gli straordinari da batticuore di Makoto e Miyuki!? (真とみゆきのドキドキ残業!??, Makoto to Miyuki no dokidoki zangyō!?) - 126. Non toccarmi il seno ☆☆ (あたしの胸にさわらないで☆☆?, Atashi no mune ni sawaranaide ☆ ☆) - 127. Se vuoi fare un sacco di sesso... ☆ (いっぱいHがしたいなら...☆?, Ippai H ga shitainara... ☆) - 128. Ci sono molti modi per filtrare sulla spiaggia dell'isola ♡ (島のビーチはナンパが多い♡?, Shima no Bīchi wa nanpa ga ōi ♡) - 129. Makoto è stato sedotto dal mare!? (真が海で誘惑された!??, Makoto ga umi de yūwaku sa reta!?) - 130. Romanticismo da spiaggia (砂浜のロマンス?, Sunahama no Romansu)                                |                    |                   |
| 14 | 27 aprile 2001 | ISBN 4-592-13474-5 | 10 ottobre 2007   |
| 14 | Capitoli (traduzioni letterali dei titoli) - 131. Non registrare video sconci ♡ (Hなビデオを録らないで♡?, H na Bideo o toranaide ♡) - 132. La casa dei miei sogni ☆ (夢のマイホーム☆?, Yume no Mai Hōmu ☆) - 133. Autunno ♡ Una noiosa Yura ♡♡ (秋♡アンニュイな優良さん♡♡?, Aki ♡ an'nyuina Yūra-san ♡♡) - 134. Natale... non posso incontrare la signora Yura!? (クリスマス...優良さんに会えない!??, Kurisumasu... Yūra-san ni aenai!?) - 135. Un appuntamento in una notte santa... ♫ (聖夜のデートは...♫?, Seiya no Deto wa... ♫) - 136. L'ospite ha voglia di farsi chiamare con il kanpaku!? (亭主関白に憧れて!??, Teishu kanpaku ni akogarete!?) - 137. Il nostro conto alla rovescia di Capodanno (ふたりの年越しカウントダウン?, Futari no toshikoshi Kauntodaun) - 138. 100ª volta ♡♡♡♡♡ (100回目の♡♡♡♡♡?, 100-kai-me no ♡♡♡♡♡) - 139. Rika e Miyuki ☆ (梨香ちゃんとみゆきちゃん☆?, Rika-chan to Miyuki-chan ☆) - 140. Shock! Farlo da soli!! (ショック!単身赴任!!?, Shokku! Tanshin funin!!)                                                                                     |                    |                   |
| 15 | 29 agosto 2001 | ISBN 4-592-13475-3 | 7 novembre 2007   |
| 15 | Capitoli (traduzioni letterali dei titoli) - 141. Yura!! Si trasforma in una maiko ♡ (優良さん!!舞妓さんに変身♡?, Yūra-san!! Maiko-san ni henshin ♡) - 142. Ho bisogno che tu stia al mio fianco... (そばにいてくれなきゃ...?, Soba ni ite kurenakya...) - 143. Sto aspettando ♡ Makoto (待ってます♡真さん?, Mattemasu ♡ Makoto-san) - 144. Yamada ha una malattia venerea!? (山田が性病!??, Yamada ga seibyō!?) - 145. Miyuki e L'ESERCITAZIONE SESSUALE ♫ (みゆきとSEXERCISE♫?, Miyuki to SEXERCISE ♫) - 146. Un vero essere umano!? (真のとーめー人間!??, Ma no to-me ningen!?) - 147. Viagra ☆ Panic (バイアグラ☆パニック?, Baiagura ☆ Panikku) - 148. Forse potrei barare alla riunione di classe...? (同窓会で浮気かも...??, Dōsōkai de uwaki kamo...?) - 149. Ciò che ho lasciato al liceo ☆ (高校時代にやり残したこと☆?, Kōkō jidai ni yari nokoshita koto ☆) |                    |                   |
| 16 | 19 dicembre 2001 | ISBN 4-592-13476-1 | 16 gennaio 2008   |
| 16 | Capitoli (traduzioni letterali dei titoli) - 150. L'ora del bagno di Yura ♡ (優良さんのバスタイム♡?, Yūra-san no Basu Taimu ♡) - 151. Alla fine... riconciliarsi con il sesso?? (最後は...エッチで仲直り???, Saigo wa... Ecchi de nakanaori??) - 152. Quanto è bella la vita coniugale? (結婚生活はいいもの!??, Kekkon seikatsu wa ī mono!?) - 153. La festa per la promozione di Makoto ♡♡ (真の昇進お祝い♡♡?, Makoto no shōshin oiwai ♡♡) - 154. Kyoko & Matsuzaki ☆ primo appuntamento ♡ (杏子さん&松崎☆初デート♡?, Kyōko-san & Matsuzaki ☆ hatsu Dēto ♡) - 155. La donna ideale...☆ (理想の女性って...☆?, Risō no josei tte... ☆) - 156. Guarda Yura in versione AV ♡ (優良さんAVを観る♡?, Yūra-san AV o miru ♡) - 157. Camp Refresh ☆☆ (キャンプでリフレッシュ☆☆?, Kyanpude Rifuresshu ☆☆) - 158. Una grande battaglia!! Yura e Rika-chan ☆ (大ゲンカ!!優良さんと梨香ちゃん☆?, Dai genka!! Yūra-san to Rika-chan ☆) - 159. Yura si è arrapata!! (エッチになっちゃった優良さん!!?, Ecchi ni natchatta Yūra-san!!)                                                                      |                    |                   |
| 17 | 26 aprile 2002 | ISBN 4-592-13477-X | 20 febbraio 2008  |
| 17 | Capitoli (traduzioni letterali dei titoli) - 160. Ah~☆ non riesco a dormire perché fa caldo (あ〜☆暑くて眠れない?, Ah〜☆ atsukute nemurenai) - 161. Sogno di una notte di mezza estate ♡ (真夏の夜の夢♡?, Manatsu no yoru no yume ♡) - 162. Agli uomini piacciono le donne sexy? (男はセクシーな女性が好き!??, Otoko wa sekushīna josei ga suki!?) - 163. L'amico di posta elettronica di Jun ♡♡ (淳ちゃんのメル友♡♡?, Jun-chan no meruyū ♡♡) - 164. La KISS Love Letter ♡ (KISSのラブレター♡?, Kisu no Rabu Retā ♡) - 165. La raccolta dei funghi di Kyoko (杏子さんのきのこ狩り?, Kyōko-san no kinokokari) - 166. Non posso fare sesso con la mia vita stretta!! (ギックリ腰でエッチができない!!?, Gikurī koshi de ecchi ga dekinai!!) - 167. Il club di cabaret curativo ☆ (癒しのキャバクラ☆?, Iyashino kyabakura ☆) - 168. Tumulto alla nascita del cagnolino!! (ワンワン出産騒動!!?, Wan wan shussan sōdō!!) |                    |                   |
| 18 | 29 luglio 2002 | ISBN 4-592-13478-8 | 12 marzo 2008     |
| 18 | Capitoli (traduzioni letterali dei titoli) - 169. Superare l'astinenza (もの足りなさ克服法?, Mono tarina-sa kokufuku-hō) - 179. Fuji e Yura ♡ (富士山&優良さん♡?, Fuji-san & Yūra-san ♡) - 171. Con Rika, Yama e i miei genitori (梨香と山と両親と?, Rika to yama to ryōshin to) - 172. Ognuno progetta la propria vita! (みんなそれぞれ人生設計!!?, Min'na sorezore jinsei sekkei!!) - 173. Sposarsi presto!? Kyoko (そろそろ結婚!?杏子さん?, Sorosoro kekkon!? Kyōko-san) - 174. Bella minigonna (すてきなミニスカート?, Sutekina Minisukāto) - 175. Sei uno stalker!? (ストーカーにあってるの!??, Sutōkā ni atteru no!?) - 176. Makoto fa adulterio!? Non ci si può fidare degli uomini!! (真が不倫!?男って信用できない!!?, Makoto ga furin!? Otokotte shin'yō dekinai!) - 177. Ti terrò al caldo ♡ (あっためてあげる♡?, Atatamete ageru ♡) |                    |                   |
| 19 | 29 ottobre 2002 | ISBN 4-592-13479-6 | 5 maggio 2008     |
| 19 | Capitoli (traduzioni letterali dei titoli) - 178. Quando sono felice divento ansioso ♡ (幸せだと不安になっちゃうの♡?, Shiawaseda to fuan ni natchau no ♡) - 179. Non aver paura!! (こわがっちゃダメ!!?, Kowagatcha dame!!) - 180. Finalmente traslochiamo ☆ (ついにお引っ越し☆?, Tsuini o hikkoshi ☆) - 181. La nostra nuova vita (ふたりの新生活?, Futari no shin seikatsu) - 182. Sono in fiamme stasera ♡♡♡ (今夜は燃えそう♡♡♡?, Kon'ya wa moe-sō ♡♡♡) - 183. Shoko è una romanziera sensuale ☆☆ (庄子さんは官能小説家☆☆?, Shōji-san wa kan'nō shōsetsuka ☆☆) - 184. Ci innamoriamo... (恋愛してみようかな...?, Ren'ai shite miyō ka na...) - 185. Non fare l'amante♡ (愛人はつくらないでね♡?, Aijin wa tsukuranaide ne ♡) - 186. Qual è la differenza tra uomini e donne? (男と女の違いって!??, Otome no chigai tte!?) |                    |                   |
| 20 | 28 febbraio 2003 | ISBN 4-592-13480-X | 28 maggio 2008    |
| 20 | Capitoli (traduzioni letterali dei titoli) - 187. Visto che è passato tanto tempo... (昔のことだから...?, Mukashi no kotodakara...) - 188. Insieme all'acquario ☆ (ふたりの水族館☆?, Futari no suizokukan ☆) - 189. La liceale preoccupata - Rui ♡ (悩み多き女子高生•るいチャン♡?, Nayami ōki mesukōsei • Rui-chan ♡) - 190. Adult - Goods!? (アダルト•グッズって!??, Adaruto • Guzzu tte!?) - 191. Non devi ♡ (なくてもいいよね♡?, Nakute mo ī yo ne ♡) - 192. La soluzione per il poco sesso di Miyuki e Arisa (みゆきと亜理沙のHなストレス解消法?, Miyuki to Arisa no H na Sutoresu kaishō-hō) - 193. Non toccarmi così ♡ (あたしをそんなに触らないで♡?, Atashi o son'nani sawaranaide ♡) - 194. Makoto!! Prenditi cura di Rika ♡♡ (真!!梨香ちゃんを看病する♡♡?, Makoto!! Rika-chan o kanbyō suru ♡♡) - 195. Il sesso quando hai un figlio... (子供がいるとHなんて...?, Kodomo ga iru to H nante...) |                    |                   |

### Volumi 21-30
| 21 | 29 maggio 2003 | ISBN 4-592-13841-4 | 23 luglio 2008    |
| 21 | Capitoli (traduzioni letterali dei titoli) - 196. Mizuhara amante dei pettegolezzi!! (噂好きの水原さん!!?, Uwasa-suki no Mizuhara-san!!) - 197. Voglio provare ♡ una posizione originale ♡♡ (試したい♡オリジナル体位♡♡?, Tameshitai ♡ Orijinaru taii ♡♡) - 198. Andiamo in una sorgente termale dove ci sono le scimmie! (サルがくる温泉にいこう!?, Saru ga kuru onsen ni ikō!) - 199. Le natiche... sono diventate un po' più grandi!? (お尻...少し大きくなっちゃった!??, O shiri... Sukoshi ōkiku natchatta!?) - 200. L'addetta alla reception ha un seno super grande ♡ (受付嬢は超巨乳ちゃん♡?, Uketsuke jō wa chō kyonyū-chan ♡) - 201. La festa di fine anno è un gran clamore ☆ (忘年会は大騒ぎ☆?, Bōnenkai wa ōsawagi ☆) - 202. Nevicate abbondanti e grandi pulizie ☆☆ (大雪と大掃除☆☆?, Taisetsu to daisōji ☆☆) - 203. I demoni interiori di Makoto!! (真さんに鬼は外!!?, Makoto-san ni onihasoto!!) - 204. Il metodo di nascita di maschi e femmine ☆ (男の子女の子生み分け法☆?, Otokonoko on'nanoko umi wake-hō ☆) |                    |                   |
| 22 | 29 agosto 2003 | ISBN 4-592-13842-2 | 24 settembre 2008 |
| 22 | Capitoli (traduzioni letterali dei titoli) - 205. Devi sentirlo ☆ (感じなくちゃダメ☆?, Kanjinakucha dame ☆) - 206. Matsuzaki e Kyoko si sono finalmente lasciati!? (松崎くんと杏子さんついに破局!??, Matsuzaki-kun to Kyōko-san tsuini hakyoku!?) - 207. Quella voce è forte ♡♡ (あの声が大きいの♡♡?, Ano koe ga ōkī no ♡♡) - 208. Ti amo ♡♡ (恋してるんです♡♡?, Koishi teru ndesu ♡♡) - 209. Rui è in quell'età ☆☆ (るいちゃん•お年頃☆☆?, Rui-chan• o toshigoro ☆☆) - 210. Non ricordo l'alba del sonno primaverile... (春眠暁を覚えず...?, Shunmin akatsuki wo oboezu...) - 211. I pregi di Narimi ♡ (也実さんのいいところ♡?, Narimi-san no ī tokoro ♡) - 212. Per favore, fammi sentire il sesso!! (Hな気持ちにさせてくれ!!?, H na kimochi ni sa sete kure!) - 213. Misaki e Miyuki ☆ (美咲ちゃんとみゆきちゃん☆?, Misaki-chan to Miyuki-chan ☆) |                    |                   |
| 23 | 19 dicembre 2003 | ISBN 4-592-13843-0 | 19 novembre 2008  |
| 23 | Capitoli (traduzioni letterali dei titoli) - 214. Con Onoda (小野田さんとなら?, Onoda-san to nara) - 215. Sii felice ♡♡ (幸せになろう♡♡?, Shiawase ni narō ♡♡) - 216. Stavo guardando Makoto ♡ (真さんを見ていたいの♡?, Makoto-san o mite itai no ♡) - 217. La tentazione di Narimi ☆ (也実さんの誘惑☆?, Narimi-san no yūwaku ☆) - 218. Dopo il lieto fine... (ハッピーエンドのあとは...?, Happī Endo no ato wa...) - 219. Misaki è in difficoltà ☆☆ (悩める美咲ちゃん☆☆?, Nayameru Misaki-chan ☆☆) - 220. La sposa è impegnata! (ブライダルは大忙し!!!?, Buraidaru wa ōisogashi!!!) - 221. Mi ricorda ♡ un matrimonio ♡♡ (思いだしちゃう♡ウエディング♡♡?, Omoidashi chau ♡ Uedingu ♡♡) - 222. Sto per avere una relazione!! (浮気しちゃうぞ!!?, Uwaki shi chau zo!!) |                    |                   |
| 24 | 29 marzo 2004 | ISBN 4-592-13844-9 | 31 gennaio 2009   |
| 24 | Capitoli (traduzioni letterali dei titoli) - 223. Partito comune ☆ Ottieni operazione (合コン☆ゲット作戦?, Gōkon ☆ Getto sakusen) - 224. Ichijo è molto ordinata e pulita ♡ (一条さんはとっても清楚♡?, Ichijō-san wa tottemo seiso ♡) - 225. Non aver paura ☆ (怖くなんかないよ☆?, Kowaku nanka nai yo ☆) - 226. SEX FRIEND! Arrivederci!! (SEXフレンドよ!さようなら!!?, SEX Furendo yo! Sayōnara!!) - 227. È un'ottima giornata per farlo con Yura!! (優良さんの子作りデー!!?, Yūra-san no ko-tsukuri Dē!!) - 228. Entriamo nelle terme in costume da bagno ♡♡ (温泉は水着で入ろう♡♡?, Onsen wa mizugi de nyūrō ♡♡) - 229. Nel parco delle foglie cadute... (落葉の公園にて...?, Rakuyō no kōen nite...) - 230. Misaki!! Il mio cuore batte per una relazione con Makoto!? (美咲ちゃん!!真の不倫にドッキドキッ!??, Misaki-chan!! Makoto no furin ni dokidoki~tsu!) - 231. Il sesso più divertente ♡♡ (もっと楽しいエッチを♡♡?, Motto tanoshī ecchi o ♡♡)                                                                      |                    |                   |
| 25 | 29 giugno 2004 | ISBN 4-592-13845-7 | 18 marzo 2009     |
| 25 | Capitoli (traduzioni letterali dei titoli) - 232. Farsi lavare da Yura ♡♡ (優良さんに洗われて♡♡?, Yūra-san ni arawa rete ♡♡) - 233. Sposarsi con Kyoko ☆ (新婚の杏子さん☆?, Shinkon no Kyōko-san ☆) - 234. Incontri... ♡ (出会いは...♡?, Deai wa...♡) - 235. Maestro d'amore!! (恋愛の達人!!?, Ren'ai no tatsujin!!) - 236. Non fantasticare!!! (妄想しないぞ!!!?, Mōsō shinai zo!!!) - 237. Amante di Miyuki per un giorno!? (みゆきちゃん1日恋人!??, Miyuki-chan 1-nichi koibito!?) - 238. Il primo amore della bambola (初恋のひな人形?, Hatsukoi no hinaningyō) - 239. Il White Day è complicato ☆☆ (ホワイトデーは大変☆☆?, Howaito Dē wa taihen ☆☆) - 240. Una vergine... (処女なコは...?, Shojona ko wa...) |                    |                   |
| 26 | 29 ottobre 2004 | ISBN 4-592-13846-5 | —                 |
| 26 | Capitoli (traduzioni letterali dei titoli) - 241. Il nostro massaggio d'amore ♡ (ふたりでラブラブマッサージ♡?, Futari de Rabu Rabu Massāji ♡) - 242. Fammi vivere un'esperienza birichina ♡♡ (エッチな体験させて♡♡?, Ecchi na taiken sa sete ♡♡) - 243. I ricordi dei fiori di ciliegio ☆ (桜の思い出☆?, Sakura no omoide ☆) - 244. Makoto ♡ dillo ad alta voce ☆☆ (真さん♡声を出して☆☆?, Makoto-san ♡-goe o dashite ☆☆) - 245. Jun! Andiamo a vivere insieme!! (淳ちゃん!同棲する!!?, Jun-chan! Dōsei suru!!) - 246. Sei davvero felice?? (真はもててる???, Shin wa mote teru??) - 247. L'hanami del batticuore (ドキドキの花見風呂?, Dokidoki no hanami furo) - 248. Un evento emozionante per ☆ Ichijo (一条さんにハラハラ☆ハプニング?, Ichijō-san ni harahara ☆ Hapuningu) - 249. Innamorato con Cherry!? (チェリーでラブラブ!??, Cherī de Rabu Rabu!?) |                    |                   |
| 27 | 28 gennaio 2005 | ISBN 4-592-13847-3 | —                 |
| 27 | Capitoli (traduzioni letterali dei titoli) - 250. Tanabata ♡ Rendezvous (七夕♡ランデブー?, Tanabata ♡ Randebū) - 251. Un segreto sottile ♫ (スレンダーの秘密♫?, Surendā no himitsu ♫) - 252. Dare un afrodisiaco a Yura ♡ (優良さんに媚薬を♡?, Yūra-san ni biyaku o ♡) - 253. La stanchezza estiva di Yura ☆ Soluzione!! (夏バテ優良さん☆解消法!!?, Natsubate Yūra-san ☆ kaishō-hō!!) - 254. Eiaculazione precoce o eiaculazione tardiva!! Quale è meglio!? (早漏と遅漏!!どっちがいい!??, Sōrō to chirō!! Dotchi ga ī!?) - 255. Voglio bruciare come i fuochi d'artificio ♡♡ (花火のように燃えたいの♡♡?, Hanabi no yō ni moetai no ♡♡) - 256. Le ragazze delle scuole superiori sono vivaci (ピチピチ女子高生事情?, Pichipichi mesukōsei jijō) - 257. Rimettiti in salute ☆ Ichijo!! (健康になって☆一条さん!!?, Kenkō ni natte ☆ Ichijō-san!!) - 258. I dessert sono pesanti!? (デザートはこりごり!??, Dezāto wa kori gori!?)                                                                                                  |                    |                   |
| 28 | 27 maggio 2005 | ISBN 4-592-13848-1 | —                 |
| 28 | Capitoli (traduzioni letterali dei titoli) - 259. La foto di nudo di Yura!!! (優良さんのヌード写真!!!?, Yūra-san no Nūdo shashin!!!) - 260. Caposezione ☆ Kurumi Maki (課長☆牧くるみ?, Kachō ☆ Maki Kurumi) - 261. Un incantevole spettacolo di lingerie sexy ♡ (魅惑のセクシーランジェリーショー♡?, Miwaku no Sekushī Ranjerī Shō ♡) - 262. Il pericoloso viaggio di lavoro con la caposezione ☆☆ (課長とデンジャラス出張☆☆?, Kachō to Denjarasu shutchō ☆☆) - 263. 35 anni ♡ Va bene lo stesso!? (35歳♡まだ大丈夫!??, 35-sai ♡ mada daijōbu!?) - 264. Un nuovo love hotel ☆ (新しいラブホテル☆?, Atarashī Rabu Hoteru ☆) - 265. Peccato! Sono una donna sposata!! (残念! 人妻です!!?, Zan'nen! Hitodzuma desu!) - 266. Il club di cabaret curativo PART.2 (癒しのキャバクラPART.2?, Iyashino kyabakura PART.2) - 267. Oggi è la "festa della moglie" ♡ (今日は「妻の日」♡?, Kyō wa `tsuma no hi'♡) |                    |                   |
| 29 | 29 agosto 2005 | ISBN 4-592-13849-X | —                 |
| 29 | Capitoli (traduzioni letterali dei titoli) - 268. Anche la suocera è adorabile ♡ (お義母さんもラブラブ♡?, O gibo-san mo Rabu Rabu ♡) - 269. Fino a che età una vergine può essere una formica!? (童貞は何歳までならアリ!??, Dōtei wa nan-nen madenara Ari!) - 270. Il bagno è rotto!! (お風呂が壊れちゃった!!?, O furo ga koware chatta!!) - 271. La decisione di Misaki (美咲ちゃんの決意?, Misaki-chan no ketsui) - 272. Il giorno in cui vuoi essere una brava persona ☆ (優良さんがしたくなる日☆?, Yūra-san ga shitaku naru hi ☆) - 273. È dura essere un'insegnante di scuola superiore!? (女子高教師もつらいよ!??, Joshikō kyōshi mo tsurai yo!?) - 274. Quando vado a letto... indosso... (寝る時...着るのは...?, Neru toki... Kiru no wa...) - 275. Il padre di Rui si risposa?? (るいちゃんパパが再婚???, Rui-chan papa ga saikon?) - 276. Il nuovo amore di Sugiyama ☆☆ (杉山さんの新しい恋☆☆?, Sugiyama-san no atarashī koi ☆☆) - 277. Innocente!? (初々しい!??, Uiuishī!?)                                         |                    |                   |
| 30 | 20 dicembre 2005 | ISBN 4-592-13850-3 | —                 |
| 30 | Capitoli (traduzioni letterali dei titoli) - 278. Il love hotel in cui si scavano le vongole ♫ (潮干狩りよりラブホ♫?, Shiohigari yori Rabuho ♫) - 279. Kyoko Level Up ☆ (杏子さんレベルアップ☆?, Kyōko-san Reberu Appu ☆) - 280. Voglio parlare con l'addetto alla reception ♡♡ (受付嬢をくどきたい♡♡?, Uketsuke jō kudo kitai ♡♡) - 281. Un autentico incontro atletico (真たちの運動会?, Shin-tachi no undōkai) - 282. Non chiamatemi seno piccolo ☆☆ (貧乳っていわないで☆☆?, Hin'nyū tte iwanaide ☆☆) - 283. Sarò sempre al tuo fianco ♡ (ずーっとそばにいますから♡?, Zutto soba ni imasukara ♡) - 284. Voglio che mi sollevi ♡ (おれを昇天させてほしい♡?, Ore o shōten sa sete hoshī ♡) - 285. La nostra camminata in montagna ♫ (ふたりで山歩き♫?, Futari de yamaaruki ♫) - 286. Fuga in spiaggia!! (岡浜暴走!!?, Okahama bōsō!) - 287. Stasera Bunny Girl ♡ (今夜はバニーガール♡?, Kon'ya wa Banī Gāru ♡) |                    |                   |

### Volumi 31-40
| 31 | 28 aprile 2006 | ISBN 4-592-13851-1     | — |
| 31 | Capitoli (traduzioni letterali dei titoli) - 288. La mia spalla rigida è terribile ☆ (肩こりがひどいの☆?, Katakori ga hidoi no ☆) - 289. Ichijo e il padre di Rui (一条さんとるいちゃんパパ?, Ichijō-san to Rui-chan Papa) - 290. L'infedeltà scoperta per e-mail!? (メールで不倫発覚!??, Mēru de furin hakkaku!?) - 291. Sono stanco di fare gli straordinari ☆ (残業つづきは疲れちゃう☆?, Zangyō tsudzuki wa tsukare chau ☆) - 292. Voglio andare d'accordo ♡ (仲良くなりたい♡?, Nakayoku naritai ♡) - 293. Voglio interpretare una donna sposata ♫ (人妻プレイがしたいんだ♫?, Hitodzuma purei ga shitai nda ♫) - 294. L'uomo ideale ☆☆ (理想の男性☆☆?, Risō no dansei ☆☆) - 295. Credi nella predizione del futuro? (占いを信じちゃう!??, Uranai o shinji chau!?) - 296. Indimenticabile... (忘れられない...?, Wasurerarenai...) - 297. Un nuovo record per il sesso continuo!? (連続エッチの記録更新!??, Renzoku ecchi no kiroku kōshin!?) |                        |   |
| 32 | 29 agosto 2006 | ISBN 4-592-13852-X     | — |
| 32 | Capitoli (traduzioni letterali dei titoli) - 298. Benvenuto!! In un maid café (ようこそ!!メイド喫茶へ?, Yōkoso!! Meido kissa e) - 299. Non sono abituato a stare a casa... (アットホームに慣れなくて...?, Atto Hōmu ni narenakute...) - 300. Capodanno ☆ Un viaggio primaverile solo per noi due ♡ (大晦日☆2人っきりの温泉旅行♡?, Omisoka ☆ 2-ri kiri no onsen ryokō ♡) - 301. Facciamo sesso alla prima alba dell'anno ♫ (初日の出エッチをしよう♫?, Hatsuhinode etchi o shiyō ♫) - 302. Il bambino di Yabuki ☆☆ (矢吹さんの赤ちゃん☆☆?, Yabuki-san no akachan ☆ ☆) - 303. Ti amo ancora ♡♡ (まだ好きなんです♡♡?, Mada sukina ndesu ♡♡) - 304. Non basta flirtare!? (イチャイチャが足りない!??, Ichaicha ga tarinai!?) - 305. Una notte da batticuore con Ichijo e il padre di Rui ♡ (一条さんとるいちゃんパパのドキドキな一泊♡?, Ichijō-san to Rui-chan papa no doki doki na ippaku ♡) - 306. Non ti sei mai eccitato prima? (今まで燃えてなかったの??, Ima made moe tenakatta no?) |                        |   |
| 33 | 21 dicembre 2006 | ISBN 4-592-13853-8     | — |
| 33 | Capitoli (traduzioni letterali dei titoli) - 307. Trova il tuo punto G!!! (Gスポットを見つけよう!!!?, Jī Supotto o mitsukeyō!!!) - 308. L'esperienza fuzoku di Watanabe -parte 1- (渡辺くんのフーゾク体験-その1-?, Watanabe-kun no fuzoku taiken -sono 1-) - 309. L'esperienza fuzoku di Watanabe -parte 2- (渡辺くんのフーゾク体験-その2-?, Watanabe-kun no fuzoku taiken -sono 2-) - 310. Sei interessata per un altro uomo!? (ほかの男が気になるの!??, Hoka no otoko ga ki ni naru no!?) - 311. Il diario amoroso di Akkun e Momo (あっくんとモモのラブラブ日記?, Akkun to Momo no Rabu Rabu nikki) - 312. I miei veri sentimenti... ☆ (ホントの気持ちを...☆?, Honto no kimochi o... ☆) - 313. Ti interessa il sesso ♫ (せっくすに興味があるの♫?, Sekkusu ni kyōmigāru no ♫) - 314. Il viaggio da uomo di Jun ☆ (淳ちゃんの男遍歴☆?, Jun-chan no otoko henreki ☆) - 315. Yura è insonne?? (優良さん不眠症???, Yūra-san fuminshō??) |                        |   |
| 34 | 27 aprile 2007 | ISBN 978-4-592-13854-9 | — |
| 34 | Capitoli (traduzioni letterali dei titoli) - 316. Sunset - Kiss ♡ (サンセット•キッス♡?, Sansetto • Kisu ♡) - 317. Ognuno ha i suoi pettegolezzi ☆ (よがり声はみんないろいろ☆?, Yogarigoe wa min'na iroiro ☆) - 318. Miyuki meganekko ♫ (メガネっ娘みゆきちゃん♫?, Meganekko Miyuki-chan ♫) - 319. L'addio alla verginità di Watanabe ☆☆ (渡辺くんのさよなら童貞☆☆?, Watanabe-kun no sayonara dōtei ☆☆) - 320. Yura è al centro dell'attenzione!!! (優良さんは注目の的!!!?, Yūra-san wa chūmoku no mato!!!) - 321. I pensieri di Misaki ☆ (美咲ちゃんの想い☆?, Misaki-chan no omoi ☆) - 322. Perché non smetti di fare la casalinga ogni tanto? (たまには主婦をやめたら??, Tamani wa shufu o yametara?) - 323. Sii mia madre ♡♡ (あたしのママになって♡♡?, Atashi no mama ni natte ♡♡) - 324. Posso essere cattivo stasera!? (今夜はエッチになってもいいですか!??, Kon'ya wa ecchi ni natte mo īdesu ka?) - 325. Sembri un primo amore!! (初恋のひとに似てる!!?, Hatsukoi no hito ni ni teru!!)                                                                                              |                        |   |
| 35 | 27 luglio 2007 | ISBN 978-4-592-13855-6 | — |
| 35 | Capitoli (traduzioni letterali dei titoli) - 326. Nuovo arrivato OL ♡ Komatsu ♫ (新人OL♡小松くん♫?, Shinjin OL ♡ Komatsu-kun ♫) - 327. Makoto sta bene!! (Probabilmente) (真さんは大丈夫!!(たぶん)?, Makoto-san wa daijōbu!! (Tabun)) - 328. Il mio primo amore è... un ricordo ☆ (初恋は...思い出☆?, Hatsukoi wa... omoide ☆) - 329. Il romanticismo in ufficio è gratuito ♡ (社内恋愛は自由♡?, Shanai ren'ai wa jiyū ♡) - 330. Il passato di Ichijo... (一条さんの過去...?, Ichijō-san no kako...) - 331. Assicurarsi l'amore!! (愛を確かめよう!!?, Ai o tashikameyō!!) - 332. La prima che ho avuto l'orgasmo ♡♡ (はじめてイキました♡♡?, Hajimete iki mashita ♡♡) - 333. La dichiarazione come amico di letto di Matsuzaki!! (松崎くんのセフレ宣言!!?, Matsuzaki-kun no sefure sengen!!) - 334. La confessione di Rui ♫ (るいちゃんの告白♫?, Rui-chan no kokuhaku ♫) - 335. Mi sono innamorato del sesso in solitario!? (ひとりエッチが好きになっちゃった!??, Hitori ecchi ga suki ni natchatta!?)                                                                                      |                        |   |
| 36 | 29 novembre 2007 | ISBN 978-4-592-13856-3 | — |
| 36 | Capitoli (traduzioni letterali dei titoli) - 336. Non puoi ☆ pensare alle cose perverse!! (だめよ☆エッチなこと考えちゃ!!?, Dame yo ☆ ecchi na koto kangaecha!!) - 337. Yura che si sveglia facendo sesso ♡♡ (エッチに目覚めた優良さん♡♡?, Ecchi ni mezameta Yūra-san ♡♡) - 338. Mi dispiace, Matsuzaki!!! (松崎くんあやまる!!!?, Matsuzaki-kun ayamaru!!!) - 339. Entrambi prendiamo un raffreddore ☆☆ (ふたりとも風邪ひきさん☆☆?, Futari tomo kazehiki-san ☆☆) - 340. Un viaggio d'affari pieno di donne -parte 1- (女だらけの出張旅行-その1-?, On'na-darake no shutchō ryokō -sono 1-) - 341. Un viaggio d'affari pieno di donne -parte 2- (女だらけの出張旅行-その2-?, On'na-darake no shutchō ryokō -sono 2-) - 342. Appuntamento con Suzuka!? (鈴鹿ちゃんとデート!??, Suzuka-chan to Dēto!?) - 343. 3º anno...♡♡♡ (3年目の...♡♡♡?, 3-nen-me no...♡♡♡) - 344. Ogni tipo di biancheria intima ♫ (それぞれの下着事情♫?, Sorezore no shitagi jijō) - 345. Voglio avere più rapporti sessuali!! (もっといろんなエッチがしたいです!!?, Motto iron'na etchi ga shitaidesu!!)                 |                        |   |
| 37 | 20 dicembre 2007 | ISBN 978-4-592-13857-0 | — |
| 37 | Capitoli (traduzioni letterali dei titoli) - 346. Consigli per il sesso lento -parte 1- (スローセックスのすすめ-その1-?, Surōsekkusu no susume -sono 1-) - 347. Consigli per il sesso lento -parte 2- (スローセックスのすすめ-その2-?, Surōsekkusu no susume -sono 2-) - 348. S marito e M bellezza ♫ (S夫とM美♫?, S otto to M-bi ♫) - 349. L'agenzia matrimoniale di Suzuka (parte 1) (鈴鹿ちゃんの結婚相談所(前編)?, Suzuka-chan no kekkon sōdansho (zenpen)) - 350. L'agenzia matrimoniale di Suzuka (parte 2) (鈴鹿ちゃんの結婚相談所(後編)?, Suzuka-chan no kekkon sōdansho (kōhen)) - 351. Senza trucchi!! (お化粧禁止!!?, O keshō kinshi!!) - 352. La paghetta di Makoto ☆☆ (真のおこづかい☆☆?, Makoto no o kodzukai ☆☆) - 353. Non puoi innamorarti!!! (恋愛しちゃいけないんだ!!!?, Ren'ai shicha ikenai nda!) - 354. L'istruttore curioso ♡ (気になるインストラクター♡?, Ki ni naru Insutorakutā ♡) - 355. Solamente Yura... (優良さんに限って...?, Yūra-san ni kagitte...) |                        |   |
| 38 | 20 marzo 2008 | ISBN 978-4-592-13858-7 | — |
| 38 | Capitoli (traduzioni letterali dei titoli) - 356. La gelosia di Makoto ♫ (真のやきもち♫?, Makoto no yaki mochi ♫) - 357. Adoro il liberalismo!! (恋愛自由主義!!?, Ren'ai jiyū shugi!!) - 358. L'ultima carezza simultanea ♡♡ (究極の同時愛撫♡♡?, Kyūkyoku no dōji aibu ♡♡) - 359. La nostra festa di Capodanno per due ♬ (2人それぞれ新年会♬?, 2-ri sorezore shin'nenkai ♬) - 360. L'ultima richiesta... (最後のお願い...?, Saigo no onegai...) - 361. Un bacio sa di cioccolato ♡ (キッスはチョコの味♡?, Kissu wa choko no aji ♡) - 362. Ti voglio sposare!! (キミと結婚したい!!?, Kimi to kekkonshitai!!) - 363. Laurea ♫ Rika ☆ (卒業♫梨花ちゃん☆?, Sotsugyō ♫ Rika-chan ☆) - 364. In fuga! OL Rika ♡ (暴走!!OL梨花ちゃん♡?, Bōsō!! OL Rika-chan ♡) - 365. Cos'è il gioco di parole!? (言葉プレイってどお!??, Kotoba Purei ttedo o!?) |                        |   |
| 39 | 27 giugno 2008 | ISBN 978-4-592-13859-4 | — |
| 39 | Capitoli (traduzioni letterali dei titoli) - 366. Il primo viaggio aziendale di Rika ♡ -parte 1- (梨花ちゃんの初社員旅行♡-その1-?, Rika-chan no hatsu shain ryokō ♡ -sono 1-) - 367. Il primo viaggio aziendale di Rika ♡ -parte 2- (梨花ちゃんの初社員旅行♡-その2-?, Rika-chan no hatsu shain ryokō ♡ -sono 2-) - 368. Sondaggio d'amore per tutti ☆☆ (みんなのラブラブ調査☆☆?, Min'na no Rabu Rabu chōsa ☆☆) - 369. SM Fashion Yura ♫ (SMファッション優良さん♫?, SM Fasshon Yūra-san ♫) - 370. La registrazione del matrimonio di Rui ♡ (るいちゃんの婚姻届♡?, Rui-chan no kon'in-todoke ♡) - 371. Yayoi la baciatrice ♫♫ (キス魔の弥生さん♫♫?, Kisu ma no Yayoi-san ♫♫) - 372. Lei è speciale...??? (彼女は特別...????, Kanojo wa tokubetsu...???) - 373. Sesso speciale, miracoloso e delizioso ♡♡ (スペシャルでミラクルでデリシャスなエッチ♡♡?, Supesharu de Mirakuru de derishasuna etchi ♡♡) - 374. Cose dimenticate di quei giorni... (あの頃の忘れ物...?, Anogoro no wasuremono...) - 375. Estro come un animale!? (動物さんみたいに発情期!??, Dōbutsu-san mitai ni hatsujō-ki!?) |                        |   |
| 40 | 29 settembre 2008 | ISBN 978-4-592-13860-0 | — |
| 40 | Capitoli (traduzioni letterali dei titoli) - 376. Benvenuto alla SM Room ♡♡ (SMルームへようこそ♡♡?, SM Rūmu e yōkoso ♡♡) - 377. Libero di innamorarsi ♫ (好きになるのは自由♫?, Suki ni naru no wa jiyū ♫) - 378. Rui e Watanabe si sposano ♡ (るいちゃん&渡辺くん結婚♡?, Rui-chan & Watanabe-kun kekkon ♡) - 379. Makoto è uno schiavo ♪ (真さんは奴隷さん♪?, Makoto-san wa dorei-san ♪) - 380. L'innocente Suzu ♡♡ (純真無垢な鈴ちゃん♡♡?, Junshin mukuna Suzu-chan ♡♡) - 381. Punto di "guarigione" maschile ☆☆ (男の「癒し」スポット☆☆?, Otoko no `iyashi' Supotto ☆☆) - 382. Incoraggiamo Miyuki ♫ (みゆきちゃんを励まそう♫?, Miyuki-chan o hagemasō ♫) - 383. Voglio che sia più intenso ♡ (もっと激しくして欲しい♡?, Motto hageshiku shite hoshī ♡) - 384. Sento qualcosa di diverso!? (なんか違う気がする!??, Nanka chigau ki ga suru!?) |                        |   |

### Volumi 41-50
| 41 | 29 gennaio 2009 | ISBN 978-4-592-14601-8 | — |
| 41 | Capitoli (traduzioni letterali dei titoli) - 385. Lo sento nel profondo ♡♡ (奥が感じるの♡♡?, Oku ga kanjiru no ♡♡) - 386. La vita da sposini di Rui ♡♡ (るいちゃんの新婚生活♡?, Rui-chan no shinkon seikatsu ♡) - 387. Lasciami innamorare di nuovo ♡ (もう一度惚れさせて♡?, Mōichido hore sasete ♡) - 388. Uomo e donna: compatibilità SESSUALE ☆ (男と女: SEXの相性☆?, Otome: SEX no aishō ☆) - 389. Guardami in molti modi ♡ (いろんなあたしを見て♡?, Iron'na atashi o mite ♡) - 390. Ti darò la mia verginità ☆ (あたしのバージン差し上げます☆?, Atashi no Bājin sashiagemasu ☆) - 391. La distanza del cuore ☆☆☆ (心の距離☆☆☆?, Kokoro no kyori ☆☆☆) - 392. Rui è stata scoperta!! (るいちゃんバレちゃった!!?, Rui-chan bare chatta!!) - 393. SESSO per un gruppo sanguigno!? (血液型別SEXって!??, Ketsuekigata betsu SEX tte!?) - 394. Voglio tuo figlio... (あなたの子供が欲しいんです...?, Anata no kodomo ga hoshī ndesu...)                                                                     |                        |   |
| 42 | 28 aprile 2009 | ISBN 978-4-592-14602-5 | — |
| 42 | Capitoli (traduzioni letterali dei titoli) - 395. Miyuki e il vero viaggio di lavoro a New York -parte 1- (みゆきと真のニューヨーク出張-その1-?, Miyuki to shin no Nyū Yōku shutchō -sono 1-) - 396. Miyuki e il vero viaggio di lavoro a New York -parte 2- (みゆきと真のニューヨーク出張-その2-?, Miyuki to shin no Nyū Yōku shutchō -sono 2-) - 397. Volevo che mi amassi... (愛して欲しかったの...?, Ai shite hoshikatta no...) - 398. Perché sono davvero solo ☆ (ひとりは寂しいんだから☆?, Hitori wa sabishī ndakara ☆) - 399. Attenti agli uomini DV!! (DV男に要注意!!?, DV otoko ni yōchūi!!) - 400. Jun è incinta!! (淳ちゃん妊娠!!?, Jun-chan ninshin!!) - 401. La tua giovinezza... (キミの青春...?, Kimi no seishun...) - 402. Il Bon Odori di Yura ♬ (優良さんの盆踊り♬?, Yūra-san no Bon Odori ♬) - 403. Sono già maggiorenne☆☆ (もう大人なんだから☆☆?, Mō otonana ndakara ☆☆) - 404. La mia zona erogena è cambiata ♡ (性感帯が変わっちゃった♡?, Seikan-tai ga kawatchatta ♡)              |                        |   |
| 43 | 29 luglio 2009 | ISBN 978-4-592-14603-2 | — |
| 43 | Capitoli (traduzioni letterali dei titoli) - 405. Nuovi preliminari ♡♡ (新しい前戯♡♡?, Atarashī zengi ♡♡) - 406. Insegnante!! Dai un'occhiata!!! (先生!!チェックしてください!!!?, Sensei!! Chekku shite kudasai!!!) - 407. Non ti piacciono le tette grandi!? (巨乳はお嫌いですか!??, Kyonyū wa o kiraidesu ka!?) - 408. Sono nei guai con un piccolo costume da bagno ☆ (小さな水着に困っちゃう☆?, Chīsana mizugi ni komatchau ☆) - 409. Mondo transessuale ♬ (ニューハーフの世界♬?, Nyūhāfu no sekai ♬) - 410. È stress da infertilità ☆☆ (それって不妊ストレス☆☆?, Sore tte funin Sutoresu ☆☆) - 411. ANDIAMO alle onsen di Kodakara!!! (子宝温泉へGO!!!?, Kodakara onsen e GO!!!) - 412. La gita scolastica di Kidoki ♬ -parte 1- (キドキの修学旅行♬ーその1-?, Kidoki no shūgakuryokō ♬ sono 1-) - 413. Un'emozionante gita scolastica ♬ -parte 2- (ドキドキの修学旅行♬ーその2-?, Dokidoki no shūgakuryokō ♬ ̄sono 2-) - 414. La confessione di quel giorno... (あの日の告白…?, Ano hi no kokuhaku...) |                        |   |
| 44 | 29 ottobre 2009 | ISBN 978-4-592-14604-9 | — |
| 44 | Capitoli (traduzioni letterali dei titoli) - 415. Non cambierò ☆ (変わんないね☆?, Kawan'nai ne ☆) - 416. Kyoko partorisce ♡♡♡ (杏子さん出産♡♡♡?, Kyōko-san shussan ♡♡♡) - 417. A proposito dei love hotel ♡ (ラブホテルにつきあって♡?, Rabu Hoteru ni tsukiatte ♡) - 418. Odio le ragazze delle superiori!! (女子高生なんて大嫌い!!?, Mesukōsei nante daikirai!!) - 419. Ragazza carnivora e ragazzo erbivoro (肉食女子と草食男子?, Nikushoku joshi to sōshoku danshi) - 420. Chiamami Yura ♡♡ (優良って呼んで♡♡?, Yūra tte yonde ♡♡) - 421. Come ci si sente quando ci si sposa ♬ (結婚したときの気持ち♬?, Kekkon shita toki no kimochi ♬) - 422. Questo è un bar per ragazze ☆☆ (これがガールズバー☆☆?, Kore ga Gāruzu Bā ☆☆) - 423. Non ho potuto fare sesso continuo!! (連続エッチができなくなっちゃった!!?, Renzoku etchi ga dekinaku natchatta!!) - 424. Fantasticare!! Makoto!! (妄想せよ!!真!!?, Mōsō seyo!! Makoto!!)                                                                            |                        |   |
| 45 | 29 gennaio 2010 | ISBN 978-4-592-14605-6 | — |
| 45 | Capitoli (traduzioni letterali dei titoli) - 425. Una striscia energizzante ♬ (元気になれるストリップ♬?, Genki ni nareru Sutorippu ♬) - 426. 300 volte è una prova d'amore ♡ (300回は愛のあかし♡?, 300-kai wa ai no akashi ♡) - 427. Le ultime vacanze estive al liceo ☆ (高校最後の夏休み☆?, Kōkō saigo no natsuyasumi ☆) - 428. La vita di campagna è meravigliosa!! -Parte 1- (田舎ライフは素晴らしい!!-その1-?, Inaka Raifu wa subarashī!! -Sono 1-) - 429. La vita di campagna è meravigliosa!! -Parte 2- (田舎ライフは素晴らしい!!-その2-?, Inaka raifu wa subarashī!! -Sono 2-) - 430. Proposta ★ Jun (淳ちゃん★プロポーズ?, Jun-chan ★ Puropōzu) - 431. Yuki VS Miyuki ☆☆☆ (ユキVSみゆき☆☆☆?, Yuki VS Miyuki ☆☆☆) - 432. Mio caro Beaver ♡♡ (愛しのビーバーちゃん♡♡?, Itoshino Bībā-chan ♡♡) - 433. Il lavoro part-time di Rui ★★★ (るいちゃんのバイト★★★?, Rui-chan no baito ★★★) - 434. Erezione!! Makoto!! (勃つんだ!!真!!?, Tatsunda!! Makoto!!)                                              |                        |   |
| 46 | 28 aprile 2010 | ISBN 978-4-592-14606-3 | — |
| 46 | Capitoli (traduzioni letterali dei titoli) - 435. Metabo ☆ Panic!! (メタボ☆パニック!!?, Metabo ☆ Panikku!!) - 436. Esprimi un desiderio a una stella cadente ♡ (流れ星に願いを込めて♡?, Nagare hoshi ni negai wo komete ♡) - 437. È impuro!! Darling ★ (フケツです!!ダーリン★?, Fuketsu desu!! Dārin ★) - 438. Il grande annuncio di Rika!!! (梨香ちゃん重大発表!!!?, Rika-chan jūdai happyō!!!) - 439. Andare sempre avanti ☆ (いつでも前に進むだけ☆?, Itsu demo mae ni susumu dake ☆) - 440. Siamo una coppia sposata ♡♡ (夫婦なんですもの♡♡?, Fūfuna ndesu mono ♡♡) - 441. Yura!! Insegnante!? (優良さん!!先生!??, Yūra-san!! Sensei!?) - 442. La sdolcinata ♡ strategia di Natale (ラブラブ♡クリスマス攻略法?, Rabu Rabu ♡ Kurisumasu kōryaku-hō) - 443. Stringilo ♡♡♡ (締めてあげる♡♡♡?, Shimete ageru ♡♡♡) - 444. La campana di capodanno con tutti quanti ♬ (みんなで除夜の鐘♬?, Min'na de joya no kane ♬)                                                                                         |                        |   |
| 47 | 29 luglio 2010 | ISBN 978-4-592-14607-0 | — |
| 47 | Capitoli (traduzioni letterali dei titoli) - 445. Cioccolato al contrario ☆ San Valentino ♬ (逆チョコ☆バレンタイン♬?, Gyaku choko ☆ Barentain ♬) - 446. La nuova signorina custode ♡ (新しい管理人さん♡?, Atarashī kanrinin-san ♡) - 447. Il matrimonio è un segreto!!! (結婚は内緒です!!!?, Kekkon wa naisho desu!!!) - 448. È facile da sentire ♡♡♡ (感じやすいの♡♡♡?, Kanji ya suino ♡♡♡) - 449. Arrivederci!! Yayoi... (さようなら!!弥生ちゃん…?, Sayōnara!! Yayoi-chan...) - 450. Il periodo popolare di Makoto!? (真のモテ期!??, Makoto no mote-ki!?) - 451. La perfetta vita coniugale di Rika ☆ (梨香ちゃんの完璧すぎる結婚生活☆?, Rika-chan no kanpeki sugiru kekkon seikatsu ☆) - 452. Le preoccupazioni di Kaho (果穂さんの悩みごと?, Kaho-san no nayamigoto) - 453. Mancanza di succo d'amore? (愛液が少ないって??, Ai-eki ga sukunai tte?) - 454. Hai "schizzato"!? (”潮吹き”しちゃった!??, ”Shiofuki” shi chatta!?)                                                                         |                        |   |
| 48 | 29 ottobre 2010 | ISBN 978-4-592-14608-7 | — |
| 48 | Capitoli (traduzioni letterali dei titoli) - 455. Makoto! Crolla!! (真!倒れる!!?, Makoto! Taoreru!!) - 456. Al posto di Makoto... (真さんの代わり…?, Makoto-san no kawari...) - 457. Passeggiando con Yura ♬ (優良さんとウォーキング♬?, Yūra-san to Uōkingu ♬) - 458. La cerimonia di laurea di Rui ☆ (るいちゃんの卒業式☆?, Rui-chan no sotsugyōshiki ☆) - 459. La personalità è facile da sentire ♡ (感じやすいのも個性♡?, Kanji yasui no mo kosei ♡) - 460. Rika fa un altro grande annuncio!! (梨香ちゃん またまた重大発表!!?, Rika-chan matamata jūdai happyō!!) - 461. Relax con le rose ♬♬ (薔薇でリラックス♬♬?, Bara de Rirakkusu ♬♬) - 462. La consulenza sulla sterilità di Makoto ☆☆☆ (真の不妊相談☆☆☆?, Makoto no funin sōdan ☆☆☆) - 463. Appuntamento pericoloso con Arisa!? (亜理沙ちゃんと危険なデート!??, Arisa-chan to kiken'na Dēto!?) - 464. Lo screening del cancro al seno di Yura (優良さんの乳ガン検診?, Yūra-san no nyūgan kenshin)                                               |                        |   |
| 49 | 28 febbraio 2011 | ISBN 978-4-592-14609-4 | — |
| 49 | Capitoli (traduzioni letterali dei titoli) - 465. La festa di matchmaking di Suzuka ♬ (鈴鹿ちゃんの婚活合コン♬?, Suzuka-chan no kon katsu gōkon ♬) - 466. Lezioni di bocca e kamasutra!! (カーマ・スートラのお口でレッスン!!?, Kāmasūtora no o kuchi de Ressun!!) - 467. Praticare il kamasutra!! (カーマ・スートラ実践!!?, Kāmasūtora jissen!!) - 468. Un uomo inesistente! Inagaki!! (存在感のない男!稲垣!!?, Sonzai-kan no nai otoko! Inagaki!!) - 469. La caposezione della lucidatura Maki ☆ (女磨きの牧課長☆?, On'na migaki no Maki kachō ☆) - 470. Ti rivoglio... (よりを戻したい…?, Yoriwo modoshitai...) - 471. Makoto è attraente!? (真はイクメン!??, Shin wa ikumen!?) - 472. L'ultima mozione di Sugiyama ★ (杉山さんのラストモーション★?, Sugiyama-san no Rasuto Mōshon ★) - 473. Fare pochi figli? (子が少ない??, Ko ga sukunai?) |                        |   |
| 50 | 29 luglio 2011 | ISBN 978-4-592-14610-0 | — |
| 50 | Capitoli (traduzioni letterali dei titoli) - 474. Esplorando Yura ♡♡ (優良さんスカウトされる♡♡?, Yūra-san Sukauto sa reru ♡♡) - 475. L'omiai di Miyuki!! (みゆきちゃんのお見合い!!?, Miyuki-chan no omiai!!) - 476. L'omiai è tempismo ☆☆☆ (お見合いはタイミング☆☆☆?, Omiai wa Taimingu ☆☆☆) - 477. È quello... Futamata!? (それって…フタマタ!??, Sore tte... Futamata!?) - 478. La scatola dei ricordi ♡ (思い出のダンボール♡?, Omoide no danbōru ♡) - 479. Il motivo per cui Inagaki è popolare ♬ (稲垣のモテ理由♬?, Inagaki no mote riyū ♬) - 480. Fratelli proibiti!? (禁断の姉弟!??, Kindan no kyōdai!?) - 481. Yamada!! È cambiato!? (山田!! 変わった!??, Yamada!! Kawatta!?) - 482. L'amore della signorina custode... (管理人さんの恋…?, Kanrinin-san no koi...) - 483. Arrenditi piccola! (赤ちゃんあきらめます!!?, Akachan akiramemasu!!) |                        |   |

### Volumi 51-60
| 51 | 28 ottobre 2011 | ISBN 978-4-592-14611-7  | — |
| 51 | Capitoli (traduzioni letterali dei titoli) - 484. Perché hai sposato Yura!? (優良さんと結婚した理由!??, Yūra-san to kekkon shita riyū!?) - 485. Chi è la più bella??? (誰が一番美しい????, Dare ga ichiban utsukushī???) - 486. Inagaki!! Retrocede!! (稲垣!! 左遷!!?, Inagaki!! Sasen!!) - 487. Le donne sono preoccupate per la loro pelle ♡ (女性はお肌が気になります♡?, Josei wa o hada ga ki ni narimasu ♡) - 488. La fidanzata della sorella ★ (姉ちゃんの婚約者★?, Nēchan no Fianse ★) - 489. Slump ☆ Shoji! (スランプ☆庄子さん!?, Suranpu ☆ Shōji-san!) - 490. Il pub delle tette!? (おっぱいパブって!??, Oppai Pabu tte!?) - 491. Togliamo la biancheria intima!! (下着を切ろう!!?, Shitagi o kirō!!) - 492. Yamada!! Sei odiato!? (山田!! 嫌われてる!??, Yamada!! Kirawa re teru!?) - 493. La depressione di Rui ☆ (るいちゃんの憂うつ☆?, Rui-chan no yūutsu ☆) - 494. Piccola alleanza!!! (赤ちゃん同盟!!!?, Akachan dōmei!!!) |                         |   |
| 52 | 27 gennaio 2012 | ISBN 978-4-592-14612-4  | — |
| 52 | Capitoli (traduzioni letterali dei titoli) - 495. Cambiare taglio di capelli ♡ (髪をイメチェンします♡?, Kami o imechen shimasu ♡) - 496. Il viaggio estetico di Yura e Rika ☆ (優良さん&梨香ちゃんのエステ旅行☆?, Yūra-san & Rika-chan no Esute ryokō ☆) - 497. La notte perversa di Makoto in solitario!! (真のひとりエッチナイト!!?, Makoto no hitori etchi Naito!!) - 498. I gemelli lavoratori interinali ☆ (双子の派遣社員☆?, Futago no haken shain ☆) - 499. Insegnando la danza hula ♡♡ (フラダンスを教えて♡♡?, Furadansu o oshiete ♡♡) - 500. Tanti ricordi... (思い出があふれる…?, Omoide ga afureru...) - 501. La prima esperienza di ♡ Tsuyoshi ♬ (強くん♡ 初体験♬?, Tsuyoshi-kun ♡ shotaiken ♬) - 502. Aumenta la tua fertilità!! (妊娠力を上げよう!!?, Ninshin-ryoku o ageyō!!) - 503. In ogni momento ♡ (いつでも何度でも♡?, Itsu demo nando demo ♡) - 504. Il picco della libido!? (性欲のピークって!??, Seiyoku no pīku tte!?) |                         |   |
| 53 | 29 maggio 2012 | ISBN 978-4-592-14613-1  | — |
| 53 | Capitoli (traduzioni letterali dei titoli) - 505. Riconfermo la brava signorina Yuna ☆☆☆ (優良さんを再確認☆☆☆?, Yūra-san o sai kakunin ☆☆☆) - 506. Sorpresa al bagnoschiuma!! (洗体エステにドッキリ!!?, Arai-tai esute ni dokkiri!!) - 507. Come fai il massaggio elettronico? (電マプレイってどうするの??, Denma Purei tte dō suru no?) - 508. Fai attenzione alla strada di notte ★ (夜道は気をつけて★?, Yomichi wa kiwotsukete ★) - 509. Trucco perfetto per tutte! (みんなでバッチリメイク!?, Min'na de batchiri meiku!) - 510. La "risposta" di Miyuki... (みゆきちゃんの「答え」…?, Miyuki-chan no `kotae'...) - 511. Consultazione sull'eiaculazione precoce di Moriyama ☆ (森山くんの超早漏相談☆?, Moriyama-kun no chō sōrō sōdan ☆) - 512. Piccola alleanza!! Gravidanza!! (赤ちゃん同盟!! ご懐妊!!?, Akachan dōmei!! Go kainin!!) - 513. Tutrice!! Miyuki ♬ (家庭教師!! みゆきちゃん♬?, Kateikyōshi!! Miyuki-chan ♬) |                         |   |
| 54 | 24 agosto 2012 | ISBN 978-4-592-146-14-8 | — |
| 54 | Capitoli (traduzioni letterali dei titoli) - 514. Non va bene essere un uomo in reggiseno!? (ブラ男でもいいじゃない!??, Bura otoko demo ī janai!?) - 515. VAI con una macchina nuova!! (新車でGO!!?, Shinsha de GO!!) - 516. Inagaki!! Si stabilisce da Futamata!? (稲垣!! フタマタに決着!??, Inagaki!! Futamata ni ketchaku!?) - 517. Autunno artistico ☆ Disegniamo con Yura!! (芸術の秋☆優良さんを描こう!!?, Geijutsu no aki ☆ Yūra-san o egakō!!) - 518. Pranziamo ♬ (お弁当にしよう♬?, O bentō ni shiyō ♬) - 519. Se a quel tempo... (もし あの時代…?, Moshi ano jidai...) - 520. Il cuore spezzato di Inagaki!!! (稲垣・失恋!!!?, Inagaki shitsuren!!!) - 521. L'amore è un tesoro ♡ (恋は宝物♡?, Koi wa takaramono ♡) - 522. Una villa in affitto per noi due (ふたりっきりの貸別荘?, Futari-kkiri no kashi bessō) - 523. Non rinunciare alle parole (あきらめないでの言葉?, Akiramenaide no kotoba) |                         |   |
| 55 | 29 novembre 2012 | ISBN 978-4-592-146-15-5 | — |
| 55 | Capitoli (traduzioni letterali dei titoli) - 524. È arrivata una gravure idol!! (グラビアアイドルがやってきた!!?, Gurabia Aidoru ga yattekita!!) - 525. Non sono abbastanza romantico ★ (ロマンチックが足りないの★?, Romanchikku ga tarinai no ★) - 526. Facciamo una foto insieme!! Una foto con una gravure!! (みんなで撮ろう!! グラビア写真!!?, Min'na de torō!! Gurabia shashin!!) - 527. Narimi ♡ vuole sposarsi (結婚したい♡也実さん?, Kekkonshitai ♡ Narimi-san) - 528. L'uomo peggiore di sempre!? Ruggito!! (史上最低男!? 爆走!!?, Shijō saitei otoko!? Bakusō!!) - 529. I preferiti della caposezione Katori ♡ (香取部長のお気に入り♡?, Katori buchō no okiniiri ♡) - 530. Makoto trova un lavoro ♬ (真の仕事納め♬?, Makoto no shigoto osame ♬) - 531. Il sogno di Yura come oiran ♡♡ (夢の花魁優良さん♡♡?, Yume no oiran Yūra-san ♡♡) - 532. 20XX: Odissea nello spazio ☆ (20XX年宇宙の旅☆?, 20XX-toshi uchū no tabi ☆) - 533. Sono cambiato quando ti ho incontrato... (あなたと出会って変わりました…?, Anata to deatte kawarimashita...) |                         |   |
| 56 | 29 marzo 2013 | ISBN 978-4-592-146-16-2 | — |
| 56 | Capitoli (traduzioni letterali dei titoli) - 534. Il controllo del seno di Yura ♡ (優良さんおっぱいチェック♡?, Yūra-san oppai Chekku ♡) - 535. Yura senza mutandine!? (ノーパン優良さん!??, Nōpan Yūra-san!?) - 536. Il punto di vista di Ruina Hanazawa sul matrimonio ☆☆☆ (花澤るいなの結婚観☆☆☆?, Hanazawa Ruina no kekkon-kan ☆☆☆) - 537. Ecco perché... mi sono innamorato!! (だから…好きになったのよ!!?, Dakara... suki ni natta no yo!!) - 538. Il massaggio rigenerante della caposezione Katori (香取部長の回春マッサージ?, Katori buchō no kaishun Massāji) - 539. Il cioccolato d'obbligo di Yura ♡♡ (優良さんの義理チョコ♡♡?, Yūra-san no giri choko ♡♡) - 540. Commemorazione di laurea ♬ (卒業記念♬?, Sotsugyō kinen ♬) - 541. Concentrati sul sesso con una lozione in polvere ♡ (パウダーローションでエッチに集中♡?, Paudārōshon de etchi ni shūchū ♡) - 542. La bella Madonna ♡♡ (麗しのマドンナ♡♡?, Uruwashi no Madonna ♡♡) - 543. Punta a diventare un maestro!!! (達人を目指せ!!!?, Tatsujin o mezase!!!)                         |                         |   |
| 57 | 28 giugno 2013 | ISBN 978-4-592-146-17-9 | — |
| 57 | Capitoli (traduzioni letterali dei titoli) - 544. L'ultima carezza di Yura!? (優良さんの最終愛撫って!??, Yūra-san no saishū aibu tte!?) - 545. Quali sono i migliori pantaloni da uomo?? (男のパンツは何がいい???, Otoko no Pantsu wa nani ga ī??) - 546. Paura dell'elettricità statica!!! (静電気が怖い!!!?, Seidenki ga kowai!!!) - 547. Il ragazzo di Miyuki è uno straniero!? (みゆきちゃんの彼氏は外人さん!??, Miyuki-chan no kareshi wa gaijin-san!?) - 548. La pulizia delle orecchie sta migliorando ☆☆☆ (耳かきは癒し☆☆☆?, Mimikaki wa iyashi ☆☆☆) - 549. Grazie ♡♡♡ (ありがとう♡♡♡?, Arigatō ♡♡♡) - 550. L'indagine sugli inganni di Beaver!! (ビーバーちゃんの浮気調査!!?, Bībā-chan no uwaki chōsa!!) - 551. Al planetario ♬ (プラネタリウムへ♬?, Puranetariumu e ♬) - 552. Non tornerò mai più... (もう戻らない…?, Mō modoranai...) - 553. Il regalo segreto ♬♬ (秘密のプレゼント♬♬?, Himitsu no Purezento ♬♬) |                         |   |
| 58 | 27 settembre 2013 | ISBN 978-4-592-146-18-6 | — |
| 58 | Capitoli (traduzioni letterali dei titoli) - 554. Eccitarsi con le vibrazioni ♡♡♡ (バイブで盛り上がろう♡♡♡?, Baibu de moriagarō ♡♡♡) - 555. È questa... la nausea mattutina!? (それって…つわり!??, Sore tte... tsuwari!?) - 556. Masaki è speciale ☆☆☆ (特別な昌樹くん☆☆☆?, Tokubetsuna Masaki-kun ☆☆☆) - 557. Una sorpresa come ricompensa ♬ (お返しはサプライズ♬?, Okaeshi wa Sapuraizu ♬) - 558. Una donna che vive per il lavoro!! (仕事に生きる女!!?, Shigoto ni ikiru on'na!!) - 559. Questo è un nightclub!! (これがピンサロだ!!!?, Kore ga Pinsaro da!!!) - 560. La sexy recluta OL Izumi ♡ (色っぽい新人OL泉ちゃん♡?, Iroppoi shinjin OL Izumi-chan ♡) - 561. Il segreto di Izumi?? (泉ちゃんの秘密???, Izumi-chan no himitsu??) - 562. Per favore, non offenderti! (いい気にならないで下さいね!?, Ī ki ni naranaide kudasai ne!) - 563. La stuoia è dura ☆☆ (マットはむずかしい☆☆?, Matto wa muzukashī ☆☆) |                         |   |
| 59 | 29 gennaio 2014 | ISBN 978-4-592-146-19-3 | — |
| 59 | Capitoli (traduzioni letterali dei titoli) - 564. Maestro del gioco della matematica - Prima parte (マットプレイ達人編①?, Matto Purei tatsujin-hen 1) - 565. Maestro del gioco della matematica - Seconda parte (マットプレイ達人編②?, Matto Purei tatsujin-hen 2) - 566. La persona preferita di Masaki ♡♡ (昌樹くんの好きなひと♡♡?, Masaki-kun no sukina hito ♡♡) - 567. Sono preoccupata per il mio peso ★ (体重が気になります★?, Taijū ga ki ni narimasu ★) - 568. Sta arrivando una super compagna!! (スーパーコンパニオンがやって来る!!?, Sūpā Konpanion ga yattekuru!!) - 569. Sii te stesso... (自分らしく…?, Jibun rashiku...) - 570. Lo scandalo di Mizuhara ♡ (水原さんのスキャンダル♡?, Mizuhara-san no Sukyandaru ♡) - 571. Solo un pezzo... (ほんのひと欠片…?, Hon'no hito kakera...) - 572. La vita da celebrità di Izumi ♡♡ (泉ちゃんのセレブ生活♡♡?, Izumi-chan no serebu seikatsu ♡♡) - 573. DVD per adulti per donne!? (女性用アダルトDVDって!??, Josei-yō Adaruto DVD tte!?)                                                      |                         |   |
| 60 | 28 aprile 2014 | ISBN 978-4-592-146-20-9 | — |
| 60 | Capitoli (traduzioni letterali dei titoli) - 574. I nostri lunghi preliminari!! (ふたりの前戯ストレッチ!!?, Futari no zengi Sutoretchi!!) - 575. Partenza per un viaggio a Hong Kong ☆ (香港旅行へ出発☆?, Hon Kon ryokō e shuppatsu ☆) - 576. La splendida Macao ♡♡ (ゴージャス・マカオ♡♡?, Gōjasu Makao ♡♡) - 577. Questa è la sauna di Macao!!! (これがマカオの桑拿だ!!!?, Kore ga Makao no kuwa da!!!) - 578. I sospetti di Miyuki ★ (みゆきちゃんの疑惑★?, Miyuki-chan no giwaku ★) - 579. La Delivery Health di Izumi ♬♬ (泉ちゃんのデリバリーヘルス♬♬?, Izumi-chan no Deribarī Herusu ♬♬) - 580. Riunione mattutina per un lavoro estremo!? (エクストリーム出社で早朝合コン!??, Ekusutorīmu shussha de sōchō gōkon!?) - 581. I 30 anni di Yura ♡ (優良さん30歳♡?, Yūra-san 30-sai ♡) - 582. Dimenticalo... (忘れろよ…?, Wasurero yo...) - 583. Non rinunciare a questo amore... (この恋あきらめなきゃ…?, Kono koi akirame nakya...) |                         |   |

### Volumi 61-70
| 61 | 29 luglio 2014 | ISBN 978-4-592-147-26-8 | — |
| 61 | Capitoli (traduzioni letterali dei titoli) - 584. La nostra Taiwan ♡♡♡ (ふたりきりの台湾♡♡♡?, Futari kiri no Taiwan ♡♡♡) - 585. Esci fuori!! 3D!!! (とび出せ!! 3D!!!?, Tobi dase!! 3D!!!) - 586. Yura è un po' maliziosa!? (優良さんちょっぴり悪戯プレイ!??, Yūra-san choppiri itazura Purei!?) - 587. La laura da maestra!! Narimi ♡ (愛人卒業!! 也実さん♡?, Aijin sotsugyō!! Narimi-san ♡) - 588. Quando arriva la primavera... (春になれば…?, Haru ni nareba...) - 589. Il pericoloso viaggio di consolazione di Izumi e Sakurako ♫ - parte 1 (危ない泉ちゃんと桜子ちゃんの慰安旅行♫-その1-?, Abunai Izumi-chan to Sakurako-chan no ian ryokō ♫ -sono 1-) - 590. Il pericoloso viaggio di consolazione di Izumi e Sakurako ♫ - parte 2 (危ない泉ちゃんと桜子ちゃんの慰安旅行♪-その2-?, Abunai Izumi-chan to Sakurako-chan no ian ryokō ♫ -sono 2-) - 591. Anche senza amore...? (愛がなくても…??, Ai ga nakute mo...?) - 592. Ho le mani!! (手がありますから!!?, Te ga arimasu kara!!) - 593. La tecnica del maestro della sega ♫♫ (手コキの達人テクニック♫♫?, Dekoki no tatsujin Tekunikku ♫♫) |                         |   |
| 62 | 29 ottobre 2014 | ISBN 978-4-592-147-27-5 | — |
| 62 | Capitoli (traduzioni letterali dei titoli) - 594. ANDIAMO ad Atami!! (熱海へGO!!?, Atami e GO!!) - 595. La fidanzata di Fushimi ♡♡ (伏見くんの彼女♡♡?, Fushimi-kun no kanojo ♡♡) - 596. Addio ☆ Love Doll ☆☆☆ (さようなら☆ ラブドール☆☆☆?, Sayōnara ☆ Rabu Dōru ☆☆☆) - 597. Ripeti il tuo primo bacio ♡ (ファーストキスをやり直そう♡?, Fāsuto Kisu o yarinaosō ♡) - 598. Watanabe è diventato papà ♫ (パパになった渡辺くん♫?, Papa ni natta Watanabe-kun ♫) - 599. Le cose divertenti di Sakurako!? (桜子ちゃんの楽しいこと!??, Sakurako-chan no tanoshīkoto!?) - 600. L'appuntamento di Izumi ♡ (泉ちゃんのデートプレイ♡?, Izumi-chan no Dēto Purei ♡) - 601. Fammi essere speciale ♡♡♡ (特別でいさせてください♡♡♡?, Tokubetsude ni sasete kudasai ♡♡♡) - 602. Diventa un maestro della diteggiatura! (指マンの達人になろう!?, Yubiman no tatsujin ni narō!) - 603. Questo è l'effetto della tecnica delle dita!! (これが指テクの効果だ!!?, Kore ga yubi teku no kōkada!!) |                         |   |
| 63 | 29 gennaio 2015 | ISBN 978-4-592-147-28-2 | — |
| 63 | Capitoli (traduzioni letterali dei titoli) - 604. La tecnica del maestro nazionale ♡ (クニの達人テクニック♡?, Kuni no tatsujin Tekunikku ♡) - 605. Bei problemi!? (イケメンの悩み!??, Ikemen no nayami!?) - 606. Godersi il sesso solamente con Yura ♫ (優良さんのひとりエッチ鑑賞♫?, Yūra-san no hitori etchi kanshō ♫) - 607. Non un magnaccia!! (ヒモじゃない!!?, Himo janai!!) - 608. Il club di cabaret di attrici AV ☆☆ (AV女優キャバクラです☆☆?, AV joyū kyabakura desu ☆☆) - 609. Boom del perizoma per le donne!? (女性にもふんどしブーム!??, Josei ni mo fundoshi Būmu!?) - 610. La verginità perduta di Kodaira ♡♡ (小平さんのロストバージン♡♡?, Kodaira-san no Rosuto Bājin ♡♡) - 611. Miyuki moglie per un giorno ♡♡♡ (みゆきちゃんの1日奥さん♡♡♡?, Miyuki-chan no 1-nichi okusan ♡♡♡) - 612. Devo abituarmi ad essere un uomo ☆ (男に慣れなくちゃ☆?, Otoko ni narenakucha ☆) - 613. Le cose spaventose di Yura ☆☆☆ (優良さんの怖いもの☆☆☆?, Yūra-san no kowaimono ☆☆☆) |                         |   |
| 64 | 29 giugno 2015 | ISBN 978-4-592-147-29-9 | — |
| 64 | Capitoli (traduzioni letterali dei titoli) - 614. Bomba!! Sexy Apron ♡♡♡ (悩殺!! セクシーエプロン♡♡♡?, Nōsatsu!! Sekushī Epuron ♡♡♡) - 615. Questo è un semplice TENGA!! (これがお手軽TENGAだ!!?, Kore ga otegaru TENGA da!!) - 616. 48 mosse ti conquisteranno!! (四十八手完全攻略!!?, Yon-jū hatte kanzen kōryaku!!) - 617. Se vuoi cambiarti... (変わりたいなら…?, Kawaritai nara...) - 618. Benvenuto nel mondo degli scambi ★★★ (スワッピングの世界へようこそ★★★?, Suwappingu no sekai e yōkoso ★★★) - 619. Quali sono gli ultimi capi da abbigliamento da donna!? (最新女性用オニーグッズって!??, Saishin josei-yō onī Guzzu tte!?) - 620. Lo strano hobby dell'addetta alla reception?? (新しい受付嬢の変な趣味???, Atarashī uketsuke jō no hen'na shumi??) - 621. Siamo una coppia complicata ☆☆ (フクザツなふたり☆☆?, Fukuzatsuna futari ☆☆) - 622. Pensieri dimenticati ★ (忘れていた想い★?, Wasureteita omoi ★) - 623. Un solo rimpianto... (後悔ばかりを…?, Kōkai bakari o...) |                         |   |
| 65 | 26 settembre 2015 | ISBN 978-4-592-147-30-5 | — |
| 65 | Capitoli (traduzioni letterali dei titoli) - 624. Andiamo in un'azienda vinicola durante un viaggio in autobus!! (バス旅行でワイナリーへ行こう!!?, Basu ryokō de wainarī e ikō!!) - 625. Divertimento da cowgirl per le donne!? (女性が楽しむ騎乗位って!??, Josei ga tanoshimu kijō-i tte!?) - 626. Yura è una donna sposata?? (優良さんが人妻風俗???, Yūra-san ga hitodzuma fūzoku??) - 627. Com'è un bravo uomo nel SESSO ★ (SEXのうまい男とは★?, SEX no umai otoko to wa ★) - 628. La misteriosa schiena in 48 mosse!! (謎の裏四十八手!!?, Nazo no ura shi-jū hatte!!) - 629. La completa conquista della spalle in 48 mosse!!! (裏四十八手完全制覇!!!?, Ura yon-jū hachi te kanzen seiha!!!) - 630. L'appuntamento JK di Eiko!? (英子ちゃんJKデート!??, Eiko-chan JK Dēto!?) - 631. Voglio essere "Rin" (“凛”としていたい?, “Rin” to shite itai) - 632. Divertirsi nella piscina notturna ♫♫ (ナイトプールでエンジョイ♫♫?, Naito Pūru de Enjoi ♫♫) - 633. Troviamo un fidanzato per Emily! (エミリちゃんに彼氏をつくろう!?, Emiri-chan ni kareshi o tsukurō!)                                  |                         |   |
| 66 | 29 gennaio 2016 | ISBN 978-4-592-148-05-0 | — |
| 66 | Capitoli (traduzioni letterali dei titoli) - 634. Proviamolo!! Lo yoga da nudi ♫ (やってみよう!!全裸ヨガ♫?, Yatte miyō!! Zenra yoga ♫) - 635. Sto digiunando!! (ボクは絶食系!!?, Boku wa zesshoku-kei!!) - 636. Makoto viene festeggiato da una ragazza!? (真は女子会男子!??, Makoto wa joshikai danshi!?) - 637. La pole dance di Yura ♡♡ (ポールダンス優良さん♡♡?, Pōru Dansu Yūra-san ♡♡) - 638. Imitation Flower (イミテーションフラワー?, Imitēshon Furawā) - 639. L'autoscatto di Yura nuda ♡ (優良さんの自撮りヌード♡?, Yūra-san no jidori Nūdo ♡) - 640. Il Special Course gratuito di Izumi!? (泉ちゃんの無料スペシャルコース!??, Izumi-chan no muryō Supesharu Kōsu!?) - 641. Ho aspettato... per così tanto tempo... (ずっと…待っていたのに…?, Zutto... matte ita no ni...) - 642. La ragazza sta cercando un soufflé!!! (彼女はソフレ募集中!!!?, Kanojo wa Sofure boshū-chū!!!) - 643. La tecnica definitiva del feticismo, il footjob!! (究極のフェチ技・足コキ!!?, Kyūkyoku no fechi-waza ashi koki!!)                                                                               |                         |   |
| 67 | 27 maggio 2016 | ISBN 978-4-592-148-06-7 | — |
| 67 | Capitoli (traduzioni letterali dei titoli) - 644. Voglio toccare il mistero del sesso ♡ (性の神秘に触れてみたい♡?, Sei no shinpi ni furete mitai ♡) - 645. La prima esperienza di Masaki con il partner? (昌樹くんの初体験の相手は??, Masaki-kun no shotaiken no aite wa?) - 646. Nuove 48 mosse che vorrai provare! (試したくなる新しい四十八手!?, Tameshitaku naru atarashī shijūhatte!) - 647. Una cowgirl cresciuta attaccata da un uomo!? (男が攻める進化系騎乗位!??, Otoko ga semeru shinka-kei kijō-i!?) - 648. Il corso di 48 tecniche moderne di Yura (優良さんの現代四十八手講座☆?, Yūra-san no gendai shijūhatte kōza ☆) - 649. Ho fame anche se sto digiunando!! (絶食系でもお腹はすくんだ!!?, Zesshoku-kei demo onaka wa sukunda!!) - 650. L'amante del yubikiri (指きりの恋人?, Yubikiri no koibito) - 651. Gli indumenti erotici di Yura ♡♡ (着エロ優良さん♡♡?, Kiero Yūra-san ♡♡) - 652. Il partito SM dei coniugi Hagimoto (萩本夫妻のSM合コンパーティー?, Hagimoto fusai no SM gō konpātī) - 653. Il tappo del cuore ★ (心のストッパー★?, Kokoro no Sutoppā ★)                   |                         |   |
| 68 | 29 settembre 2016 | ISBN 978-4-592-148-07-4 | — |
| 68 | Capitoli (traduzioni letterali dei titoli) - 654. Cos'è un cavaliere Chiguri di alto rango? (チグリ騎上位とは??, Chiguri kijōi to wa?) - 655. Una vera donna ♡ (本物の女の子♡?, Honmono no on'nanoko ♡) - 656. Non devi sforzarti!! (がんばらなくてもいいんです!!?, Ganbara nakute mo ī ndesu!!) - 657. Sorpresa in un omatsuri perverso!? (エッチなお祭りにドッキリ!??, Etchina omatsuri ni dokkiri!?) - 658. Dove fa male ☆ (痛いのはここ☆?, Itai no wa koko ☆) - 659. Cosplay Halloween Party ♡♡ (コスプレ・ハロウィンパーティ♡♡?, Kosupure Haroin Pāti ♡♡) - 660. Ho una relazione extraconiugale!!! (婚外恋愛してるんです!!!?, Kongai ren'ai shi teru ndesu!!!) - 661. Il "problema" di Noma (野間くんの「問題」?, Noma-kun no `mondai') - 662. Non era vergine!? (バージンじゃなかった!??, Bājin janakatta!?) - 663. Mi sento il petto stretto... (胸がキュ～ッとする…?, Mune ga kyu~tto suru...) |                         |   |
| 69 | 26 dicembre 2016 | ISBN 978-4-592-148-08-1 | — |
| 69 | Capitoli (traduzioni letterali dei titoli) - 664. La macchina definitiva del SESSO!? (究極のSEXマシン!??, Kyūkyoku no SEX Mashin!?) - 665. Un sorriso è l'inizio dell'amore (笑顔は愛の始まり?, Egao wa Rabu no hajimari) - 666. È arrivato Roberto!! (ロバートさんがやって来た!!?, Robāto-san ga yattekita!!) - 667. Yura ha un bel sedere ♫ (優良さんの美尻で♫?, Yūra-san no bijiri de ♫) - 668. Scambio culturale di SESSO tra Giappone e USA ☆ (日米SEX文化交流☆?, Nichibei SEX bunka kōryū ☆) - 669. Una donna cambia dopo il matrimonio?? (結婚したら女は変わる???, Kekkon shitara on'na wa kawaru??) - 670. Sakauchi è Will!? (坂内くんはウィル彼!??, Sakauchi-kun wa Wiru kare!?) - 671. Il futuro avrebbe potuto essere diverso (未来は変わっていたかもしれない?, Mirai wa kawatte ita kamo shirenai) - 672. Per favore, non far tacere i tuoi pensieri!! (想いを閉じ込めないでくれよ!!?, Omoi o tojikome naide kure yo!!) - 673. Il giro dei ricordi (思い出巡り?, Omoide-meguri) |                         |   |
| 70 | 28 aprile 2017 | ISBN 978-4-592-160-70-0 | — |
| 70 | Capitoli (traduzioni letterali dei titoli) - 674. Non sono brava con la pecorina ☆ (後背位が苦手です☆?, Kōhaī ga nigate desu ☆) - 675. Padroneggiare la perversione sul tavolo!! (テーブルエッチを極めよう!!?, Tēburu etchi o kiwameyō!!) - 676. Affidabile come un soufflé ☆ (ソフレとしての信頼☆?, Sofure to shite no shinrai ☆) - 677. È diverso rispetto a quei giorni (あの頃とは違う?, Anogoro to wa chigau) - 678. L'incontro dell'amore avviene filtrando in un bar ♫ (恋の出会いはナンパバー♫?, Koi no deai wa nanpa bā ♫) - 679. Cliente adorabile ☆ (素敵なお客さん☆?, Sutekina ogyakusan ☆) - 680. Il piano di miglioramento di Makoto!! (真さん改造計画!!?, Makoto-san kaizō keikaku!!) - 681. Pensando seriamente ♡ (本気で考えてる♡?, Honki de kangae teru ♡) - 682. L'associazione delle ragazze dei love hotel è divertente ♡ (ラブホ女子会は楽しいね♡?, Rabuho joshikai wa tanoshīne ♡) - 683. Il nostro test di infertilità (ふたりの不妊検査?, Futari no funin kensa) |                         |   |

### Volumi 71-80
| 71 | 28 luglio 2017 | ISBN 978-4-592-160-71-7                                                       | — |
| 71 | Capitoli (traduzioni letterali dei titoli) - 684. Fai SESSO breve una volta ogni tanto ♫ (たまにはショートSEXを♫?, Tamani wa shōto SEX o ♫) - 685. Un solo cuore (心はひとつだけ?, Kokoro wa hitotsu dake) - 686. Facciamo sesso con una Balance Ball!! (バランスボールでエッチしよう!!?, Baransu Bōru de etchi shiyō!!) - 687. Sfida il gioco della sedia ♫ (椅子プレイにチャレンジ♫?, Isu Purei ni Charenji ♫) - 688. Condivido il mio fidanzato? (シェア彼氏しましょうか??, Shea kareshi shimashō ka?) - 689. Voglio andare avanti ♡ (前に進みたいの♡?, Mae ni susumitai no ♡) - 690. La ragazza della scatola (箱入り娘?, Hakoiri musume) - 691. Una storia che inizia con un errore (ミスから始まる物語?, Misu kara hajimaru monogatari) - 692. Compleanno nel paese del sud ♡ (お誕生日は南国で♡?, O tanjōbi wa nangoku de ♡) - 693. Emozionante!? Veranda Play ♡ (スリル満点!?ベランダプレイ♡?, Suriru manten!? Beranda Purei ♡)                            |                                                                               |   |
| 72 | 29 novembre 2017 | ISBN 978-4-592-160-72-4 (ed. regolare) ISBN 978-4-592-105-88-6 (ed. limitata) | — |
| 72 | Capitoli (traduzioni letterali dei titoli) - 694. Cos'è l'orgasmo medio!? (中イキってなぁに!??, Nakai iki tte nā ni!?) - 695. Il metodo pratico per l'orgasmo medio!! (中イキ実践法!!?, Nakai iki jissen-hō!!) - 696. L'incompresa vita quotidiana di Fushimi (伏見くんの理解されない日常?, Fushimi-kun no rikai sa renai nichijō) - 697. Questo è il multi-orgasmo ☆ (これがマルチオーガズム☆?, Kore ga Maruchi Ōgazumu ☆) - 698. Un passo in avanti?? (一歩前進???, Ippo zenshin??) - 699. Attenzione alle imitazioni!? (類似品にご注意!??, Ruiji-hin ni go chūi!?) - 700. "In attesa" (〝待っている〟?, 〝Matte iru〟) - 701. Mi manchi ☆ (寂しいなんて☆?, Sabishī nante ☆) - 702. Sakurako e Toriko ♡♡♡ (トリコの桜子ちゃん♡♡♡?, Toriko no Sakurako-chan ♡♡♡) - 703. Tieniti forte ♫ (キミに大しゅきホールド♫?, kimi ni dai shiki Hōrudo ♫) |                                                                               |   |
| 73 | 29 novembre 2017 | ISBN 978-4-592-160-73-1 (ed. regolare) ISBN 978-4-592-105-88-6 (ed. limitata) | — |
| 73 | Capitoli (traduzioni letterali dei titoli) - 704. Yura è rimasta incinta ♡ (優良は妊娠しました♡?, Yūra wa ninshin shimashita ♡) - 705. Studiare per il parto ♫ (出産に向けてお勉強♫?, Shussan ni mukete o benkyō ♫) - 706. Il grande seno ☆ (巨乳にメロメロ☆?, Kyonyū ni Meromero ☆) - 707. Molto gentile ♡♡♡ (いっぱい優しく♡♡♡?, Ippai yasashiku ♡♡♡) - 708. Non noi due... (ふたりじゃなくて…?, Futari janakute...) - 709. Entra di nascosto nella stanza privata sorvegliata ♫ (個室ビデオに潜入♫?, Koshitsu Bideo ni sen'nyū ♫) - 710. Rifacciamolo... (重ねている…?, Kasanete iru...) - 711. Eccitarsi con la faccia ♡ (フェ○顔で大興奮♡?, Fe gao de dai kōfun ♡) - 712. L'ha vista bene? (ちゃんと見ていたのか??, Chanto mite ita no ka?) - 713. Non rinunciare al lieto fine!!! (ハッピーエンドをあきらめない!!!?, Happī Endo o akiramenai!!!) |                                                                               |   |
| 74 | 29 marzo 2018 | ISBN 978-4-592-160-74-8                                                       | — |
| 74 | Capitoli (traduzioni letterali dei titoli) - 714. Santa Yura ♡♡♡ (聖なる優良さん♡♡♡?, Seinaru Yūra-san ♡♡♡) - 715. Emozionante ☆ Esperienza sessuale per donne!! (ドキドキ☆女性用風俗体験!!?, Dokidoki ☆ josei-yō fūzoku taiken!!) - 716. Non stiamo più insieme ☆ (もうふたりじゃないのね☆?, Mō futari janai no ne ☆) - 717. La sessione di studio per adulti di Eiko ♡ (英子ちゃんの大人な勉強会♡?, Eiko-chan no otonana benkyō-kai ♡) - 718. Ciò che insegna il dolore (痛みが教える意味?, Itami ga oshieru imi) - 719. Facciamo un massaggio perineale!! (会陰マッサージをしよう!!?, Ein Massāji o shiyō!!) - 720. Cos'è un host di viaggi d'affari? (出張ホストって何??, Shutchō Hosuto tte nani?) - 721. Il Lesbian Play di Arisa e Kana ♫ (亜理沙とかなのレズビアンプレイ♫?, Arisa to Kana no Rezubian Purei ♫) - 722. Come quello... (あんな風に…?, An'na kaze ni...) - 723. L'evoluzione del soufflé!!! (ソフレ進化!!!?, Sofure shinka!!!)                |                                                                               |   |
| 75 | 29 marzo 2018 | ISBN 978-4-592-160-75-5                                                       | — |
| 75 | Capitoli (traduzioni letterali dei titoli) - 724. Plus o minus (プラスかマイナスか?, Purasu ka Mainasu ka) - 725. Goditi la tua vita in maternità!! (マタニティ生活を楽しもう!!?, Mataniti seikatsu o tanoshimō!!) - 726. Inizia la lezione per adulti di Eiko ♡ (英子ちゃんの大人なレッスンスタート♡?, Eiko-chan no otonana Ressun Sutāto ♡) - 727. Nascerà presto ♫ (もうすぐ産まれます♫?, Mōsugu umaremasu ♫) - 728. Congratulazioni per il parto Yura ♡♡♡ (優良さん ご出産おめでとう♡♡♡?, Yūra-san go shussan omedetō ♡♡♡) - 729. 3 persone iniziano una nuova vita ♫ (3人の生活スタート♫?, 3 no seikatsu Sutāto ♫) - 730. Lezione per adulti parte 2 (大人のレッスンパート2?, Otona no Ressun Pāto 2) - 731. Lezione per adulti parte 3 (大人のレッスンパート3?, Otona no Ressun Pāto 3) - 732. Prova di vincolo ♡ (絆の証♡?, Kizuna no akashi ♡) - 733. Realtà virtuale per evadere dalla realtà!? (現実逃避に仮想現実!??, Genjitsu tōhi ni kasō genjitsu!?) |                                                                               |   |
| 76 | 27 luglio 2018 | ISBN 978-4-592-160-76-2                                                       | — |
| 76 | Capitoli (traduzioni letterali dei titoli) - 734. SESSO dopo il parto!? (産後のSEXって!??, Sango no SEX tte!?) - 735. Conosciamo il cambiamento del tuo corpo!! (自分のカラダの変化を知ろう!!?, Jibun no karada no henka o shirō!!) - 736. Troviamo la zona erogena di tutti ☆ (みんなの性感帯を探そう☆?, Minna no seikantai o sagasō ☆) - 737. La donna della lucidatura di Miyuki ♫ (みゆきちゃんの女磨き♫?, Miyuki-chan no on'na migaki ♫) - 738. Il gioco della mungitura? (それって搾乳プレイ??, Sore tte sakunyū Purei?) - 739. Un bacio d'addio è la regola del negozio (さよならのキスはお店のルール?, Sayonara no Kisu wa o mise no Rūru) - 740. Il corso gioco delle grandi tette di Misaki (美咲ちゃんの巨乳プレイ講座?, Misaki-chan no kyonyū Purei kōza) - 741. Sarà un soufflé audace!! (大胆ソフレになるんだ!!?, Daitan Sofure ni naru nda!!) - 742. Arriva il regista AV!! (AV監督現る!!!?, AV kantoku arawaru!!!)                                 |                                                                               |   |
| 77 | 26 dicembre 2018 | ISBN 978-4-592-160-77-9                                                       | — |
| 77 | Capitoli (traduzioni letterali dei titoli) - 743. Una nostalgica attrice AV ♡♡ (懐かしいAV女優♡♡?, Natsukashī AV joyū ♡♡) - 744. Il primo love hotel dopo il parto ♡ (産後初めてのラブホテル♡?, Sango hajimete no Rabu Hoteru ♡) - 745. Amore in affitto (レンタルな恋?, Rentaruna koi) - 746. Voglio essere felice ♫ (幸せにしたい♫?, Shiawaseni shitai ♫) - 747. Un altro volto (もうひとつの顔?, Mō hitotsu no kao) - 748. Vai a prendere il manoscritto dell'amore del maestro Masurao!! (ますらお先生の原稿を取ってこい!!?, Masurao sensei no genkō o totte koi!!) - 749. Innamorati di Maya ♡ (まあやちゃんにメロメロ♡?, Maya-chan ni Meromero ♡) - 750. Buon anniversario ♡♡♡ (ソフレ記念日♡♡♡?, Sofure kinenbi ♡♡♡) - 751. Sii sexy!! (セクシーになってみろ!!?, Sekushī ni natte miro!!) |                                                                               |   |
| 78 | 26 aprile 2019 | ISBN 978-4-592-160-78-6                                                       | — |
| 78 | Capitoli (traduzioni letterali dei titoli) - 752. Il matrimonio dotato di Jun ♡ (淳ちゃんの授かり婚♡?, Jun-chan no sazukari kon ♡) - 753. Sotto il cielo notturno nero come la pece (真っ暗な夜空の下で?, Makkurana yozora no shita de) - 754. Questo tipo di relazione è divertente!! (こんな関係おかしい!!?, Kon'na kankei okashī!!) - 755. Da amico a amante ♡♡♡ (フレンドから恋人へ♡♡♡?, Furendo kara koibito e ♡♡♡) - 756. Dormire insieme stanotte è diverso ♫ (今夜の添い寝は違う♫?, Kon'ya no soine wa chigau ♫) - 757. Questo è il sito di riprese AV!!! (これがAV撮影現場だ!!!?, Kore ga AV satsuei genbada!!!) - 758. È il nostro segreto (ぼくたちの秘密だね?, Boku-tachi no himitsu da ne) - 759. Dopo l'End Roll... (エンドロールのあとに…?, Endo Rōru no ato ni...) - 760. Yamagishi e la stanza magica (山岸くんと魔法の部屋?, Yamagishi-kun to mahō no heya)                                                                                      |                                                                               |   |
| 79 | 27 settembre 2019 | ISBN 978-4-592-160-79-3                                                       | — |
| 79 | Capitoli (traduzioni letterali dei titoli) - 761. Sorpreso dalle coppie di sposi!! (既婚者合コンにびっくり!!?, Kikon-sha gōkon ni bikkuri!!) - 762. La risposta è dentro di me★ (答えは自分の中に★?, Kotaeha jibun no naka ni ★) - 763. Da solo con Maya ☆ (まあやちゃんとふたりきり☆?, Māya chanto futari kiri ☆) - 764. Una sessione di studio che inizia con un bacio ♡ (キスから始まる勉強会♡?, Kisu kara hajimaru benkyō-kai ♡) - 765. Vuoi che ti lecchi anche io? (おまえも舐めて欲しいんだな??, Omae mo namete hoshī nda na?) - 766. Non voglio questo!! (こんなの望んでいない!!?, Kon'na no nozonde inai!!) - 767. Accendi l'interruttore della libido di Yura!!! (優良さんの性欲スイッチを入れろ!!!?, Yūra-san no seiyoku Suitchi o irero!!!) - 768. Non sono soddisfatta!! Yamagishi!! (満たされない! 山岸くん!!?, Mitasa renai! Yamagishi-kun!!) - 769. Non sapevo... (知らなかった…?, Shiranakatta...)                                                |                                                                               |   |
| 80 | 28 febbraio 2020 | ISBN 978-4-592-16080-9                                                        | — |
| 80 | Capitoli (traduzioni letterali dei titoli) - 770. La segretaria Miyuki ♡ (秘書みゆきちゃん♡?, Hisho Miyuki-chan ♡) - 771. Il sesso con la mano di Yamagishi (山岸君の手コキ風俗?, Yamagishi-kun no dekoki fūzoku) - 772. Cos'è lo yoga a 48 mani!? (48手ヨガってなぁに!??, 48 yoga tte nā ni!?) - 773. Dormire bene con ♡ Maya (ねんねしようね♡まあやちゃん?, Nen'ne shiyō ne ♡ Maya-chan) - 774. Voglio che tu me lo dica!! Una toccata del capezzolo ♡ (教えてほしい!! 乳首ズリ♡?, Oshiete hoshī!! Chikubi zuri ♡) - 775. Fino alla fine!! (最後までして!!?, Saigo made shite!!) - 776. Il vero divieto AV!! (真のAV解禁!!?, Shin no AV kaikin!!) - 777. Il responsabile della sede è un gentiluomo vergine!!! (本部長は童貞紳士!!!?, Hon buchō wa dōtei shinshi!!!) - 778. Vendetta!! Vergine di mezza età!! (リベンジ!! 中年童貞!!?, Ribenji!! Chūnen dōtei!!)                                                                                                 |                                                                               |   |

### Volumi 81-90
| 81 | 26 giugno 2020 | ISBN 978-4-592-16081-6 | — |
| 81 | Capitoli (traduzioni letterali dei titoli) - 779. Odio le crisi post parto!! (産後クライシスはイヤ!!?, Sango Kuraishisu wa iya!!) - 780. L'Image Club Play di Yamagishi ♡ (山岸くんのイメクラプレイ♡?, Yamagishi-kun no Ime Kura Purei ♡) - 781. Servi Ginga con la bocca!? (銀河くんにお口でご奉仕!??, Ginga-kun ni o kuchi de go hōshi!?) - 782. Iniziamo a frequentarci ♫ (恋活を始めよう♫?, Koikatsu o hajimeyō ♫) - 783. È una ragazza botanica ☆ (彼女は植物系女子☆?, Kanojo wa shokubutsu-kei joshi ☆) - 784. Non nasconderti più!!! (もう隠さない!!!?, Mō kakusanai!!!) - 785. Com'è la vita di mamma!? (ママ活ってなぁに!??, Mama katsu tte nā ni!?) - 786. La felicità attuale... (今ある幸せ…?, Ima aru shiawase...) - 787. Il responsabile della sede è un principiante del SESSO! (本部長はSEX初心者!?, Hon buchō wa SEX shoshinsha!)                                                                                |                        |   |
| 82 | 27 novembre 2020 | ISBN 978-4-592-16082-3 | — |
| 82 | Capitoli (traduzioni letterali dei titoli) - 788. Ne vuoi un secondo!? (2人めが欲しい!??, 2 ga hoshī!?) - 789. Sono diventato un amante del soufflé !? (ソフレから恋人になったけど!??, Sofure kara koibito ni natta kedo!?) - 790. Il corso di feticismo di Ginga (銀河君のフェチオ講座?, Ginga-kun no fechio kōza) - 791. Capitolo finale della lezione per adulti!! (大人のレッスン最終章!!?, Otona no ressun saishū shūshō!!) - 792. La verginità perduta di Eiko ♡ (英子ちゃんのロストバージン♡?, Eiko-chan no Rosuto Bājin ♡) - 793. Scattami una foto!! Yamagishi ☆ (わたしを撮って!! 山岸くん☆?, Watashi o totte!! Yamagishi-kun ☆) - 794. Una vergine fino al midollo!? (心まで童貞!??, Kokoro made dōtei!?) - 795. La 2ª settimana di miglioramento della gravidanza!! (2人め妊娠強化週間!!?, 2-me ninshin kyōka shūkan!!) - 796. Stasera sono online con te ♡ (今夜はあなたとオンライン♡?, Kon'ya wa anata to Onrain ♡) |                        |   |
| 83 | 28 aprile 2021 | ISBN 978-4-592-16083-0 | — |
| 83 | Capitoli (traduzioni letterali dei titoli) - 797. Questo è lo specchio magico!!! (これがマジックミラー号だ!!!?, Kore ga Majikku Mirā-gōda!!!) - 798. Guarda la realtà!! Sadamitsu!! (現実を見ろ!! 貞光!!?, Genjitsu o miro!! Sadamitsu!!) - 799. Buon compleanno ☆ Miyuki ♡ (ハッピーバースデー☆みゆきちゃん ♡?, Happī Bāsudē ☆ Miyuki-chan ♡) - 800. Oltre l'uscita... (出口の先に…?, Deguchi no saki ni...) - 801. Voglio che eiaculate continuamente ☆ (連続射精してもらいます☆?, Renzoku shasei shite moraimasu ☆) - 802. Quando hai iniziato l'educazione sessuale? (性教育はいつから??, Seikyōiku wa itsu kara?) - 803. L'esperienza dell'Happening Bar 1 (ハプニングバー体験記①?, Hapuningu Bā taiken-ki 1) - 804. L'esperienza dell'Happening Bar 2 (ハプニングバー体験記②?, Hapuningu Bā taiken-ki 2) - 805. Il SESSO è divertente ♡♡♡ (SEXって楽しい♡♡♡?, SEX tte tanoshī ♡♡♡)                                          |                        |   |
| 84 | 27 agosto 2021 | ISBN 978-4-592-16084-7 | — |
| 84 | Capitoli (traduzioni letterali dei titoli) - 806. Ti darò la risposta la prossima volta!! (答えは次にしよう‼︎?, Kotae wa tsugini shiyō!!) - 807. 3P è difficile ★★★ (3Pは難しい★★★?, 3P wa muzukashī ★★★) - 808. Godersi la solitudine ♡ (おひとり様を楽しんでいます♡?, Ohitorisama o tanoshinde imasu ♡) - 809. Yamagishi è dedito alla dogana!? (山岸くんは風俗依存⁉︎?, Yamagishi-kun wa fūzoku izon!?) - 810. Lo svezzamento di Maya ☆ (まあやちゃんの卒乳☆?, Maya-chan no sotsu chichi ☆) - 811. C'è ancora un futuro (まだ未来がある?, Mada mirai ga aru) - 812. Mi vuoi sposare? Sakurako ♡ (結婚しませんか?桜子さん♡?, Kekkon shimasen ka? Sakurako-san ♡) - 813. I giorni deliranti degli adolescenti ♡ (思春期男子は妄想の日々♡?, Shishunki danshi wa mōsō no hibi ♡) - 814. Ognuno è diverso... (みんな違うんだな…?, Min'na chigau nda na...)                                                                             |                        |   |
| 85 | 28 gennaio 2022 | ISBN 978-4-592-16085-4 | — |
| 85 | Capitoli (traduzioni letterali dei titoli) - 815. Non chiamarmi mamma!! (ママと呼ばないで!!?, Mama to yobanaide!!) - 816. Voglio che tutti vedano i risultati ♡ (みんなに成果を見てもらいたい♡?, Min'na ni seika o mite moraitai ♡) - 817. La Spider cowgirl di Chie!! (千恵のスパイダー騎乗位!!?, Chie no Supaidā kijōi!!) - 818. Il divario tra prostitute e clienti (風俗嬢とお客の溝?, Fūzoku jō to okyaku no mizo) - 819. Voglio farmi un inferno viscido!! (ぬるぬる地獄をヤりたい!!?, Nurunuru jigoku o yaritai!!) - 820. Non posso vivere a lungo!! (長生きできませんよ!!?, Nagaiki dekimasen yo!!) - 821. La consulenza ￮￮￮ di Misaki!? (美咲ちゃんの○○○相談⁉?, Misaki-chan no ￮￮￮ sōdan!?) - 822. Schizzi maschili... sarete miei ☆ (男の潮吹き・・・してもらいます☆?, Otoko no shiofuki... shite moraimasu ☆) - 823. Benvenuto sesso lesbico ♬ (レズビアン風俗にようこそ♬?, Rezubian fūzoku ni yōkoso ♬)               |                        |   |
| 86 | 27 maggio 2022 | ISBN 978-4-592-16086-1 | — |
| 86 | Capitoli (traduzioni letterali dei titoli) - 824. L'insoddisfacente ★ SESSO di Yura post parto (優良さん★産後SEXに不満??, Yūra-san ★ sango SEX ni fuman?) - 825. Esprimi qualsiasi desiderio!! (なんでも望みをいってくれ!!?, Nan demo nozomi o itte kure!!) - 826. Se non puoi essere felice... (幸せになれないとしたら…?, Shiawase ni narenai to shitara...) - 827. Un bouquet per una donna sposata (人妻に花束を?, Hitodzuma ni hanataba o) - 828. Non adatto a clienti pesanti!!! (極太客にはかなわない!!!?, Gokubuto kyaku ni wa kanawanai!!!) - 829. Diventerò il tuo mecenate ☆ (キミのパトロンになろう☆?, Kimi no Patoron ni narou ☆) - 830. La confessione di Chie (千恵ちゃんの告白?, Chie-chan no kokuhaku) - 831. Il sentimento lesbico di Miyuki (みゆきちゃんのレズ性感エステ?, Miyuki-chan no rezu-sei-kan esute) - 832. Posso sentirlo senza amore (愛がなくても感じるのよ?, Ai ga nakute mo kanjiru no yo)       |                        |   |
| 87 | 29 settembre 2022 | ISBN 978-4-592-16087-8 | — |
| 87 | Capitoli (traduzioni letterali dei titoli) - 833. Andiamo in una spiaggia per nudisti ♬ (ヌーディストビーチに行こう♬?, Nūdisuto Bīchi ni ikou ♬) - 834. Non ho più niente da insegnarti!! (もう教えることはない!!?, Mō oshieru koto wanai!!) - 835. Attacco alla sfera affettiva ♡ (愛感帯を攻めよう♡?, Ai-kan-tai o semeyou ♡) - 836. Sono preoccupato... (不安なの...?, Fuan'na no...) - 837. Stasera c'è la festa delle tette ♡♡♡ (今夜はおっぱいパーティー♡♡♡?, Kon'ya wa oppai Pātī ♡♡♡) - 838. Devo restare così!!! (このままじゃいけない!!!?, Kono mama ja ikenai!!!) - 839. Vorrei essere più giovane!? (若ければよかった!??, Wakakereba yokatta!?) - 840. Per favore placa la mia lussuria! (あたしの性欲を解消してください!?, Atashi no seiyoku o kaishō shite kudasai!) - 841. Il paradiso delle donne sposate ♪♪♪ (人妻パラダイス♪♪♪?, Hitodzuma Paradaisu ♪♪♪)                                                       |                        |   |
| 88 | 27 gennaio 2023 | ISBN 978-4-592-16088-5 | — |
| 88 | Capitoli (traduzioni letterali dei titoli) - 842. Il messaggio per gli occhi per lo sperma ★ (イクためのアイメッセージ★?, Iku tame no Ai Messēji ★) - 843. Non ho voglia di fare SESSO ☆ (SEXする気がおきません☆?, SEX suru ki ga okimasen ☆) - 844. Questa è la realtà... (これが現実…?, Kore ga genjitsu…) - 845. Sperimentiamo l'orgasmo secco! (メスイキ体験してみよう！?, Mesuiki taiken shite miyou!) - 846. Vendetta 3P!!! (リベンジ3P！！！?, Ribenji 3P!!!) - 847. Due nuove sfide!! (ふたりの新しい挑戦！！?, Futari no atarashī chōsen!!) - 848. Che tipo di fantasie!? (どんな妄想するんだよ！？?, Don'na mōsō suru nda yo!?) - 849. Ho frigidità ☆☆☆ (不感症なんです☆☆☆?, Fukanshōna ndesu ☆☆☆) - 850. Invece tu... (あなたの代わりに…?, Anata no kawari ni…) |                        |   |
| 89 | 29 maggio 2023 | ISBN 978-4-592-16089-2 | — |
| 89 | Capitoli (traduzioni letterali dei titoli) - 851. Sperimenta!! Techno Break!!! (実験!! テクノブレイク!!!?, Jikken!! Tekuno Bureiku!!!) - 852. Mi dispiace essere sempre in secondo piano ☆ (いつもバックでごめんなさい☆?, Itsumo bakku de gomen'nasai ☆) - 853. Non posso renderti felice!! (幸せにできないぞ!!?, Shiawaseni dekinai zo!!) - 854. "Solo moglie ED"?! (「妻だけED」って!??, `Tsuma dake ED' tte!?) - 855. Facciamo finta di essere amanti ☆ (恋人のふりをしましょ☆?, Koibito no furi o shimasho ☆) - 856. Sposiamoci!! Rika ♡ (結婚しよう!!梨香♡?, Kekkon shiyou!! Rika ♡) - 857. Non ti batteva forte il cuore!? (ドキドキしなかった!??, Dokidoki shinakatta!?) - 858. Io voglio metterlo... (挿れて欲しい…?, Sashite hoshī...) - 859. Ti servirò ♡♡♡ (ご奉仕いたします♡♡♡?, Go hōshi itashimasu ♡♡♡) |                        |   |
| 90 | 29 febbraio 2024 | ISBN 978-4-592-16090-8 | — |
| 90 | Capitoli (traduzioni letterali dei titoli) - 860. Il problema con la seconda persona è serio!? (２人め問題は大変!??, 2-ri me mondai wa taihen!?) - 861. Il SESSO veloce è giusto? (ファストSEXがちょうどいい??, Fasuto SEX ga chōdo ī?) - 862. Il nuovo arrivato è Healthspine 2!! (ヘルスパイン２の新人さん!!?, Herusupain 2 no shinjin-san!!) - 863. Nel tuo petto... (君の胸の中で…?, Kimi no mune no naka de…) - 864. Lesbian SEX ♡♡♡ (レズビアンSEX♡♡♡?, Rezubian SEX ♡♡♡) - 865. Nel campo di girasoli... (ひまわり畑で…?, Himawari hatake de...) - 866. Last Summer Time di Ichika-san ♬ (一華ちゃんたちのラストサマータイム♬?, Ichi Hana-chan-tachi no Rasuto Samā Taimu ♬) - 867. Fai venire Chie ♡ (千恵をイカせて♡?, Chie o ika sete ♡) - 868. Cos'è il Love Spanking!? (ラブスパンキングって!??, Rabu Supankingu tte!?)                                                                                               |                        |   |

### Volumi 91-in corso
| 91 | 28 giugno 2024 | ISBN 978-4-592-16091-5 | — |
| 91 | Capitoli (traduzioni letterali dei titoli) - 869. Il gioco di umiliazione di Chie ♡ (千恵ちゃんと凌辱ぷれい♡?, Chie-chan to ryōjoku Purei ♡) - 870. Tutto quello che devo fare è agire (演技をすればいいんだわ?, Engi o sureba ī nda wa) - 871. Questo bambino ha bisogno di essere educato!!! (このコは教育しなければ!!!?, Kono ko wa kyōiku shinakereba!!!) - 872. Tutti sono la mia idol ♡ (みんなはぼくのアイドルなんだ♡?, Min'na wa boku no Aidoru na nda ♡) - 873. A volte è un appuntamento notturno ♡ (たまにはデートナイト♡?, Tamani wa Dēto Naito ♡) - 874. Direttore prodigio ☆ saluti ai genitori ♬ (神童部長☆ご両親にご挨拶♬?, Shindō buchō ☆ goryōshin ni go aisatsu ♬) - 875. not for sale (not for sale?) - 876. La fascia per il pene di Miyuki ☆ (みゆきちゃんのペニスバンド☆?, Miyuki-chan no Penisu Bando ☆) - 877. Rubare il partner, essere tradito, relazione consensuale? (ネトリ・ネトラレ・和姦??, Netori netorare wakan?) |                        |   |
| 92 | 28 novembre 2024 | ISBN 978-4-592-16092-2 | — |
| 92 | Capitoli - 878. Poi è il turno di Eiko ♡♡♡ (次は英子の番♡♡♡?, Tsugi wa Eiko no ban ♡♡♡) - 879. Va bene avere frigidità? (不感症でもいいですか??, Fukanshō demo īdesu ka?) - 880. Coppie in procinto di sposarsi ♡ (結婚間近のカップルたち♡?, Kekkon madjika no Kappuru-tachi ♡) - 881. Proviamo l'allenamento vaginale!! (膣トレやってみよう!!?, Chitsu tore yatte miyou!!) - 882. Sono fiera di te ☆ (誇りを持ってるの☆?, Hokori o motteru no ☆) - 883. Basta amare... (愛だけで…?, Ai dake de…) - 884. Voglio renderla felice ♡ (彼を幸せにしたい♡?, Kare o shiawaseni shitai ♡) - 885. I problemi di Kana (かなちゃんの悩み?, Kana-chan no nayami) - 886. Il pigiama party di Kazuhiko ♬ (和彦くんのお泊り会♬?, Kazuhiko-kun no o tomari-kai ♬) |                        |   |
| 93 | 29 agosto 2025 | ISBN 978-4-592-16093-9 | — |

### Capitoli non ancora in formatotankōbon
Questa lista è suscettibile di variazioni e potrebbe essere incompleta o non aggiornata.

- 887. Non sottovalutare l'illusione!! (妄想をなめるな!!?, Mōsō o nameru na!!)
- 888. Sono una SEX Machine ☆ (おれはSEXマシン☆?, Ore wa SEX Mashin ☆)
- 889. Donna sposata ♡ Misaki-chan ♡♡♡ (人妻♡美咲ちゃん♡♡♡?, Hitodzuma ♡ Misaki-chan ♡♡♡)
- 890. Ritorna ♬ Izumi-chan di Healthpine ♡ (復帰♬ヘルスパインの泉ちゃん♡?, Fukki ♬ Herusupain no Izumi-chan ♡)
- 891. La richiesta di Rumi (ルミちゃんのお願い?, Rumi-chan no onegai)
- 892. È il matrimonio ♡ direttore prodigio!! (結婚式です♡神童部長!!?, Kekkonshiki desu ♡ shindō buchō!!)
- 893. Oggi la mia casa è un love hotel ♡ (今日はおうちがラブホテル♡?, Kyō wa o uchi ga Rabu Hoteru ♡)
- 894. Cos'è il SESSO vanigliato? (バニラSEXって何？?, Banira SEX ttenani?)
- 895. Il rossetto a tutto corpo di Nagisa ♡ (ナギサさんの全身リップ♡?, Nagisa-san no zenshin Rippu ♡)

## Futari Ecchi for Ladies
| 1 | 19 dicembre 2003 | ISBN 4-592-13331-5 |
| 1 | Capitoli (traduzioni letterali dei titoli) - Diary 1. Che tipo di sesso state facendo? (みんなどんなエッチをしてるの??, Min'na don'na etchi o shi teru no?) - Diary 2. Non posso dire ♡ di voler fare sesso!! (エッチしたい♡っていえない!!?, Etchi shitai ♡ tte ienai!!) - Diary 3. Qual è una posizione del corpo comoda!? (気持ちのいい体位って!??, Kimochi no ī taii tte!?) - Diary 4. Il mondo degli Host Club ♡ (ホストクラブの世界♡?, Hosuto Kurabu no sekai ♡) - Diary 5. Il desiderio di infedeltà di Yura!? (優良さんの不倫願望!??, Yūra-san no furin ganbō!?) - Diary 6. Studio dell'eccitazione ♡♡ (エッチのお勉強♡♡?, Etchi no o benkyō ♡♡) |                    |
| 2 | 2 febbraio 2005 | ISBN 4-592-13332-3 |
| 2 | Capitoli (traduzioni letterali dei titoli) - Diary 7. Se... (もしも...?, Moshimo...) - Diary 8. Divorzio per tradimento!? (浮気で離婚!??, Uwaki de rikon!?) - Diary 9. Non dimenticare la tua intenzione originale ☆ (初心忘るるべからず☆?, Shoshin wazuru bekarazu ☆) - Diary 10. Makoto! L'hai sentito!? (真さん!感じました!??, Makoto-san! Kanjimashita!?) - Diary 11. La data di oggi è...!? (今日のデートは...!??, Kyō no Dēto wa...!?) - Diary 12. Il compleanno di Yura (優良さんの誕生日?, Yūra-san no tanjōbi) |                    |

## Futari Ecchi gaiden-sei no dendō-shi Akira
| Nº | Data di prima pubblicazione | Data di prima pubblicazione | Data di prima pubblicazione |
| Nº | Giapponese                  | Giapponese                  |                             |
| -- | --------------------------- | --------------------------- | --------------------------- |
| 1  | 26 dicembre 2017            | ISBN 978-4-592-14345-1      |                             |